# Hans Wydyz

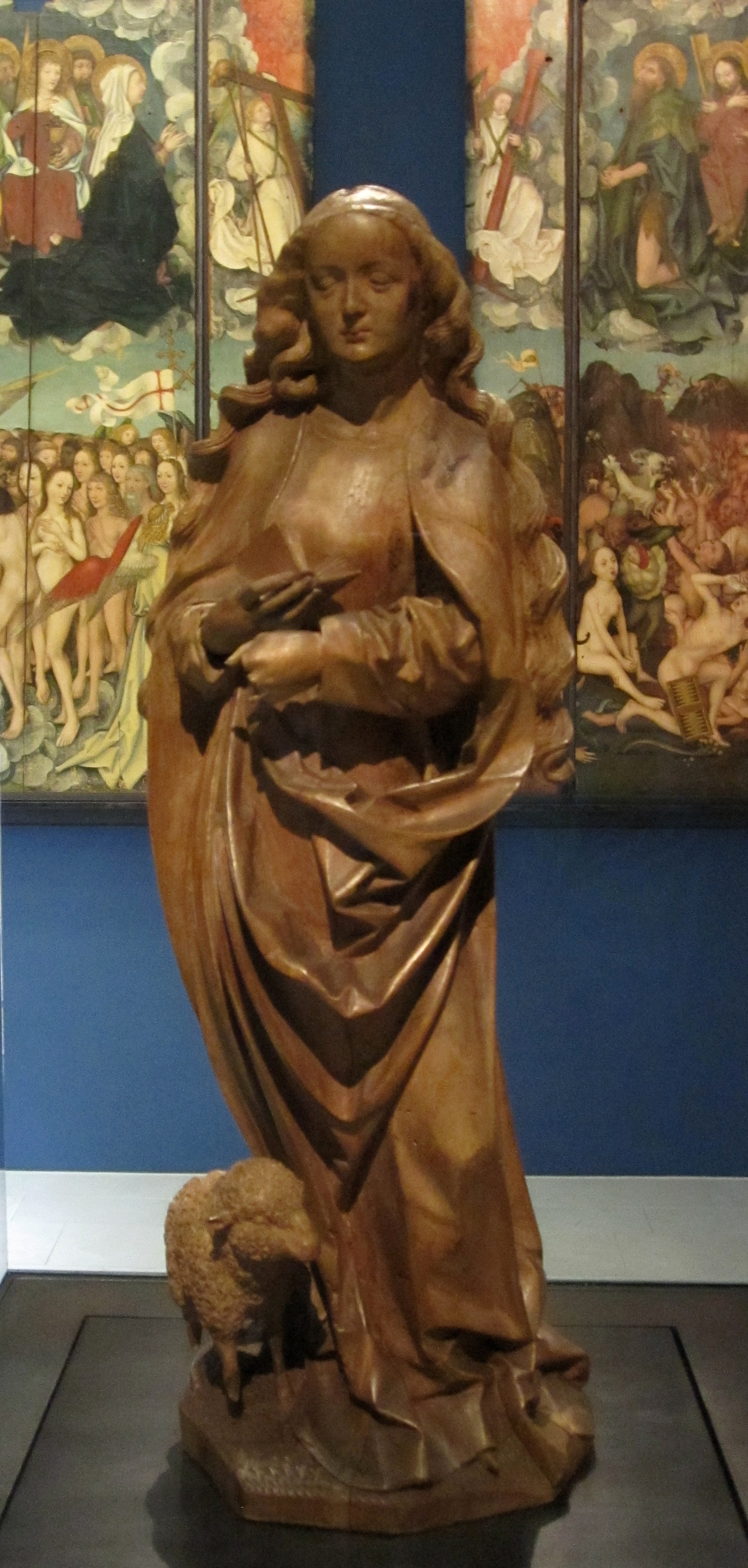
Heilige Agnes im Freiburger Augustinermuseum

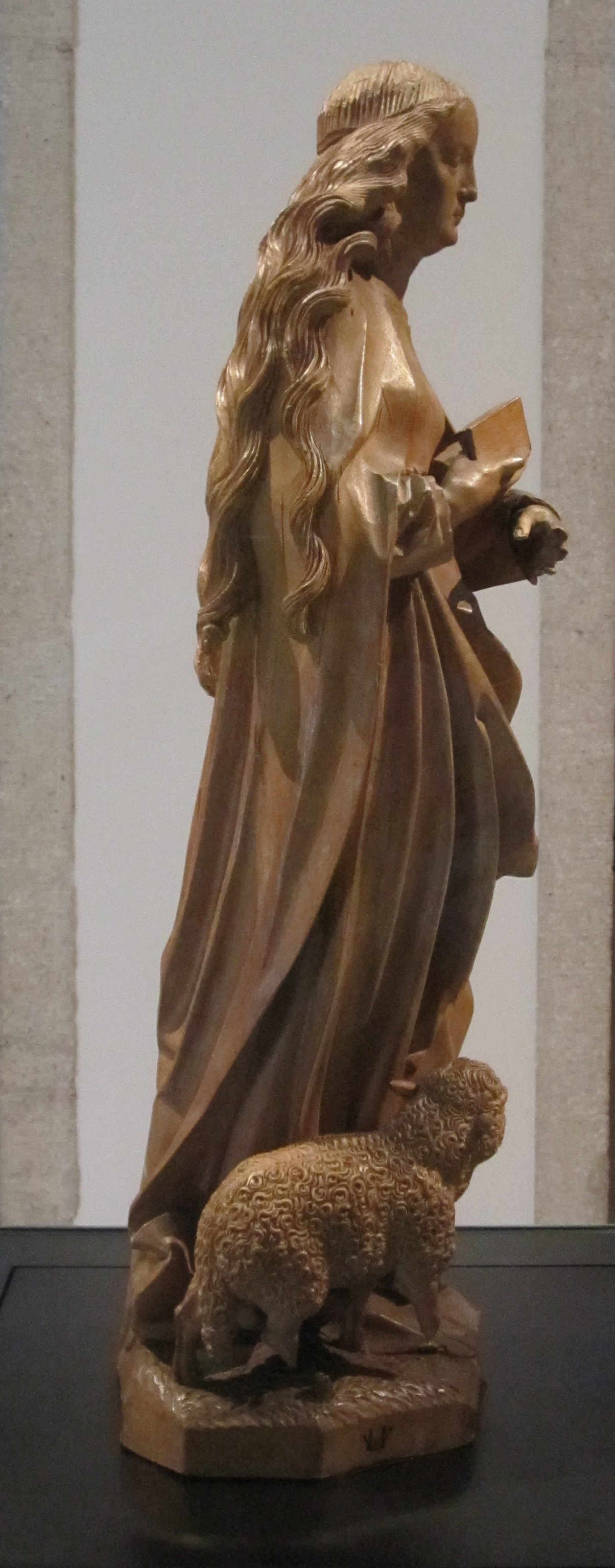
Die Heilige Agnes mit Wydyz’ Signatur am Sockel

Hans Wydyz (auch Weiditz, Wyditz und Widitz; von 1497 bis 1510 in Freiburg im Breisgau bezeugt) war ein oberrheinischer Bildhauer (bildhower) aus der Übergangszeit von der Spätgotik zur Renaissance. Er arbeitete vornehmlich in Holz und schuf seine bekanntesten Werke in Freiburg im Breisgau, darunter das mit vollem Namen und der Zuschrift „1505“ signierte Dreikönigs-Retabel im Freiburger Münster.

## Forschungsgeschichte
Als Schnitzer des Dreikönigsretabels taucht Wydyz in Heinrich Schreibers Geschichte und Beschreibung des Muensters zu Freiburg im Breisgau von 1820 zum ersten Mal in der Forschungsliteratur auf. 1907 erkannte der Basler Kunsthistoriker Rudolf Burckhardt eine kleine Adam-und-Eva-Gruppe im Historischen Museum, signiert mit den Initialen „HW“, als weiteres Werk. Drei Jahre später fügte der Freiburger Jurist und Kunsthistoriker Gustav Münzel (1874–1960) in einem großen Aufsatz über den Dreikönigsaltar gemäß Rechnungen der Münsterfabrik aus dem Jahr 1510 drei Schlusssteindeckel des Freiburger Münsters hinzu. 1928 schließlich fand der Freiburger Kunsthistoriker Clemens Sommer am Sockel einer Statuette der heiligen Agnes von Rom im Freiburger Augustinermuseum Wydyz’ eingeschnitztes Monogramm. Damit war die Liste der Werke, die für Wydyz durch Signaturen oder Archivnotizen gesichert sind, komplett. Zahlreiche andere Werke wurden ihm in einer bewegten Forschungsgeschichte zu- oder auch wieder abgeschrieben. Die folgende Darstellung gründet sich im Wesentlichen auf die 1997 als Buch veröffentlichte Freiburger Dissertation von Sibylle Groß (siehe den Abschnitt Literatur).

## Leben
Archivalisch oder durch gesicherte Werke belegt ist nur, dass Hans Wydyz von 1497 bis 1510 als Meister der Malerzunft in Freiburg lebte. Er wohnte mit seiner Frau in der Augustinergasse, der heutigen Grünwälderstraße. Alles Weitere aus seinem Leben ist – vor allem auf Stilkritik gegründete – Vermutung. Aller Wahrscheinlichkeit nach kam er zwischen 1492 und 1496 aus Straßburg nach Freiburg. Etwa ab 1512 betrieb er mit dem Maler Hans Baldung Grien eine gemeinsame Werkstatt in Räumen des Freiburger Franziskanerklosters. Baldung war 1511 oder 1512 nach Freiburg gekommen, ebenfalls aus Straßburg. Mit Baldung kehrte Wydyz 1517 oder 1518 nach Straßburg zurück.
Etwa zur gleichen Zeit lebten der für seine Holzschnitte bekannte Hans Weiditz und dessen Bruder, der Maler Christoph Weiditz. Der Holzschneider wurde zuweilen mit dem namensgleichen Bildhauer identifiziert. Eine Generation älter war der aus Meißen stammende Bildhauer Bartholomäus Widitz, der von 1467 bis 1505 in Straßburg bezeugt ist. Heinrich Schreiber betrachtete ohne Quellenangabe Bartholomäus Widitz als den Vater des Bildhauers Hans Wydyz, und später wurden alle vier in einen genealogischen Zusammenhang gebracht. Das ist nach der heutigen Quellenlage nicht haltbar. Eine weitläufige Verwandtschaft sei indes nicht auszuschließen, da der Name Widitz am Oberrhein ungewöhnlich sei.

## Werk
Von dem oben in der „Forschungsgeschichte“ aufgeführten gesicherten Œuvre ausgehend, schreibt Groß fünf Skulpturen seinem Straßburger Frühwerk sowie etliche weitere seiner Freiburger Zeit und den späten Straßburger Jahren zu, darunter auch solche, die vermutlich von Mitarbeitern angefertigt wurden. Sie sind hier chronologisch gereiht. Außer den drei Alabaster-Statuetten der Frühzeit sind es Holzschnitzarbeiten.

### Straßburger Frühwerk bis etwa 1496
Drei Straßburger Bildhauerwerkstätten der 1480er Jahre kommen als Ausbildungsplätze von Hans Wydyz in Frage: die Werkstatt des Bartholomäus Widitz, die des Lux Kotter und die des Niclaus Hagenower und seines Bruders Veit. Von Bartholomäus Widitz und Lux Kotter sind keine Werke überkommen. Groß schließt auf eine Lehrzeit bei den Brüdern Niclaus und Veit Hagenower. Bei ihnen findet sie Eigenarten des Hans Wydyz vorgebildet. So schreibt sie über eine im Straßburger Collège Saint-Étienne aufbewahrte „Beweinung Christi“ vom zerstörten Fronaltar des Straßburger Münsters: „Niclaus Hagenower inszeniert einen bestimmten Moment des Geschehens, indem er die Figuren kunstvoll zueinander in Beziehung setzt, Gewandmotive und Gesten über räumliche Distanzen hinweg wieder aufgreift.“ Und über die Basler Adam und Eva-Gruppe: „Sie erzählt … einen Tatvorgang. … Der Eindruck einer Handlung wird vornehmlich durch das Mienen- und Gestenspiel Adams und Evas erzeugt.“ Über Niclaus Hagenower seien Motive des Niclas Gerhaert van Leyden und Martin Schongauer ins Werk von Hans Wydyz gelangt.
Der Straßburger Lehrzeit schreibt Groß zu:
- Statuette der heiligen Katharina von Alexandrien an einer Prozessionsstange, 1485–1490. Die Statuette ist 25 cm hoch und wird im Rathaus von Obernai aufbewahrt.
- Drei Alabaster-Statuetten an der Kanzel des Straßburger Münsters, um 1490. Eine 36 cm hohe Statuette stellt den trauernden Apostel Johannes dar, eine 19 cm hohe einen Engel, eine ebenfalls 19 cm hohe einen Chorherrn. Sie sind vermutlich von anderen Ausstattungsstücken des Münsters sekundär an die 1486 fertiggestellte Kanzel gekommen.
- Kniender Engel, 1490–1495. Die 37 cm hohe Holzfigur befindet sich im Musée de l’Œuvre Notre-Dame (Frauenhausmuseum) in Straßburg. „Als eine Trouvaille [ein (glücklicher) Fund] für die von der Forschung einhellig angenommene Ausbildung des Hans Wydyz in Straßburg ist ein exquisit gearbeiteter Engel im Straßburger Frauenhaus zu bezeichnen.“[12] „Selbst die Schneckenlocken vom linken König und vom Johannes des Dreikönigsaltars … sind bereits am Straßburger Engel voll ausgebildet.“[13] Der Engel könnte ursprünglich zu der oben erwähnten „Beweinung Christi“ der Brüder Hagenower gehört haben.

### Freiburger Werke von 1497 bis um 1510

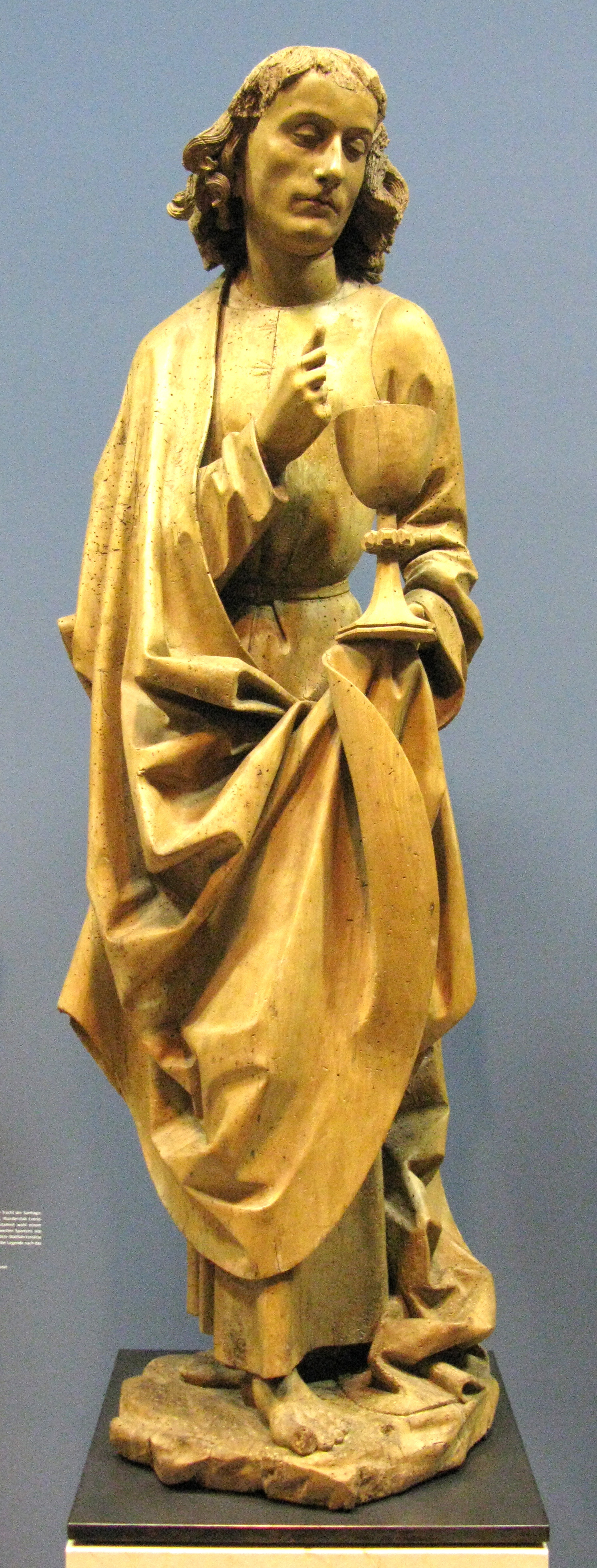
Apostel Johannes im Augustinermuseum

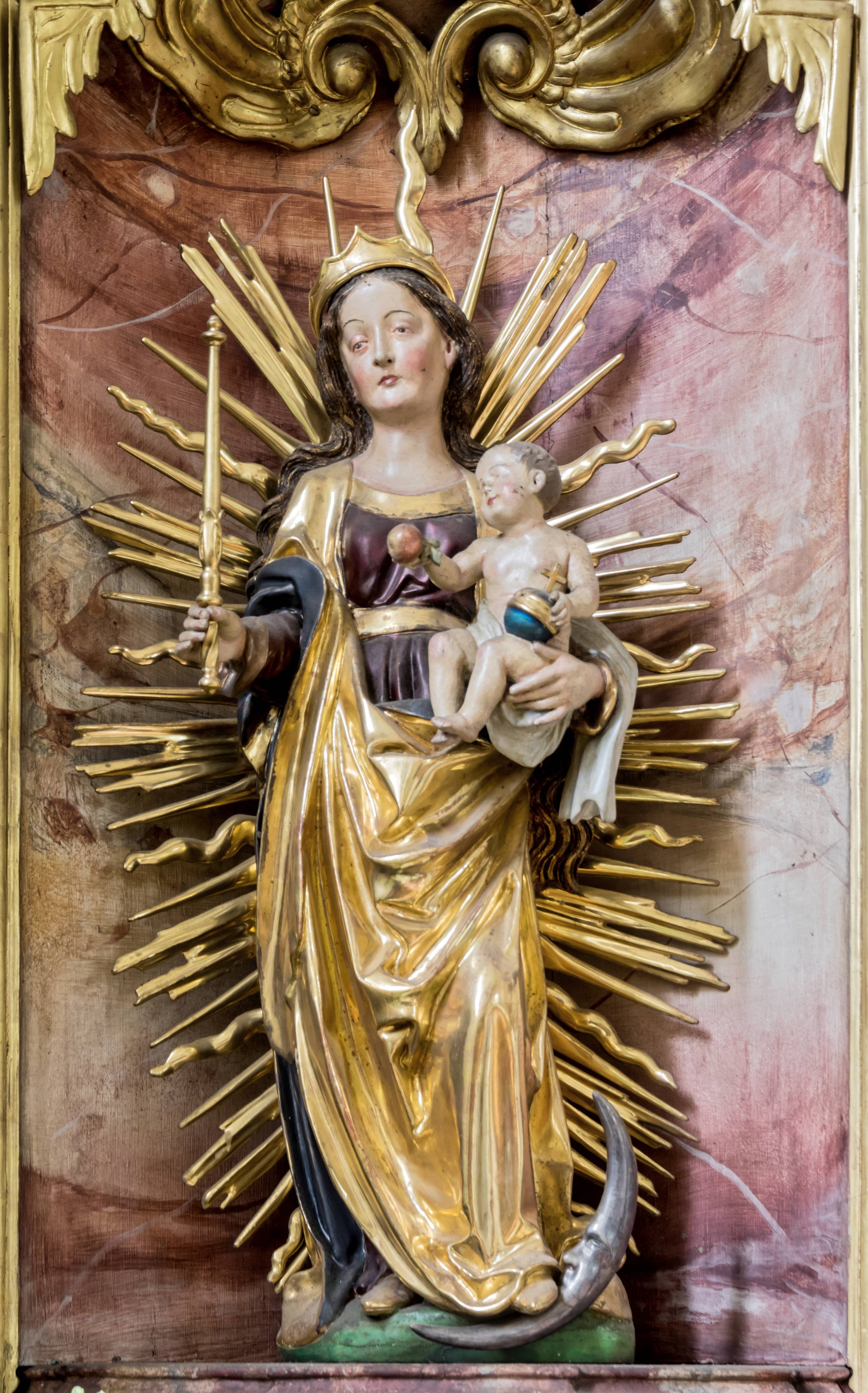
Kappeler Mondsichelmadonna

Alle für ihn gesicherten Werke schuf Wydyz in dieser Zeit, und zwar allein oder mit höchstens einem Gesellen. Bis auf die Agnesstatuette des Augustinermuseums, den Dreikönigsaltar, die Basler Adam und Eva-Gruppe und die drei Schlusssteindeckel handelt es sich um Zuschreibungen:
- Apostel Johannes, vor 1500. Die 133 cm hohe holzsichtige Skulptur im Augustinermuseum stammt aus der Pfarrkirche St. Laurentius in Kenzingen oder dem ehemaligen Kloster Wonnental bei Kenzingen. Sie ist rückseitig ausgehöhlt und gehörte vielleicht zu einem Zwölfbotenaltar. Die Zuschreibung zu Wydyz gründet sich unter anderem auf die Ähnlichkeit in der Gesichtsbildung mit der folgenden Agnes.[14][15]
- Heilige Agnes, um 1500. Die 58 cm hohe, rundum sorgfältig geschnitzte, holzsichtige Figur im Augustinermuseum stammt aus dem Freiburger Kloster Adelhausen und ist auf dem Sockel unterhalb des Lamms, des Attributs der Heiligen, signiert. Vielleicht wurde sie bei Prozessionen mitgetragen. „Die meisterhaft geschnitzte Agnesstatuette versah Hans Wydyz an der Plinthe mit seinem Monogramm HW, einem Garanten eigenhändiger Anfertigung und zugleich Gütesiegel für exquisite Qualität.“[16] Die Figur ist von einer „feingliedrigen, preziösen Eleganz wie ebenso … scharf geschnittenen, plastischen Formensprache“.[17] „Die zum Lieblichen, mitunter auch Süßlichen neigende Eleganz, mit handwerklicher Präzision dem Werkstoff abgewonnen, ist das Hauptmerkmal eines von Straßburg ausstrahlenden bildnerischen Ideals der 70er/80er Jahre.“[15]
- Figuren eines Antoniusaltars, vor 1505, nämlich der heilige Antonius der Große mit drei ihn kniend verehrenden „Adoranten“, 115 cm hoch, ein heiliger Rochus, 116 cm, und ein unbestimmter Heiliger, 111 cm. Der Antonius befindet sich heute im spätbarocken Hochaltar der katholischen Pfarrkirche St. Josef in Obersimonswald, die beiden Begleitfiguren befinden sich im Augustinermuseum. Die Fassung stammt aus dem 17. Jahrhundert. Dass und wie sie zusammengehören, erkannte der spätere Ebringer Pfarrer Manfred Hermann im Jahr 1965. Er verglich die Dreiergruppe mit dem um 1490 entstandenen, Niclaus Hagenower zugeschriebenen Schnitzteil des Isenheimer Altars; hielt die Kapelle der Freiburger Niederlassung des Antoniter-Ordens zwischen der Salz- und der Herrenstraße für den ursprünglichen Standort und den Freiburger Antoniter-Generalpräzeptor Robert (Rupert) von Lyasse (Amtszeit 1483–1520) für den Auftraggeber; und zog bereits die Wydyz-Werkstatt in Erwägung: „Die aus Lindenholz geschnitzte … Plastik [des Antonius] müssen wir uns an ihrem ehemaligen Aufbewahrungsort in einem reichen gotischen Schrein vorstellen. In der Mitte stand die breite Sitzfigur des hl. Antonius, … zu ihr gesellten sich zwei weitere Heiligengestalten in den Seitennischen, die heute … im Augustinermuseum in Freiburg aufbewahrt werden. Es sind ein hl. Rochus, dessen Pestbeule am Oberschenkel ein Engel pflegt und der einem Hund ein Stück Brot reicht, und eine Apostelfigur mit einem Buch in der Hand, wohl ein hl. Jakobus d. Ä. … Rupert Lyasse … dürfte [den Altar] im ersten Jahrzehnt des 16. Jahrhunderts bei einem uns weiter unbekannten Künstler in Auftrag gegeben haben, der sich an der damals bekanntesten Schnitzerwerkstatt zu Freiburg orientierte, nämlich an dem aus Straßburg eingewanderten Hans Wydytz. Der hl. Rochus könnte fast ein  Bruder des hl. Josef vom Dreikönigsaltar im Freiburger Münster sein. … Wenn es auch nicht gelingen kann, den Altar mit einem der überlieferten Meisternamen zu verbinden, so dürfen wir uns doch darüber freuen, daß in den drei obengenannten Figuren ein Kunstwerk aus einer der zahlreichen alten Kirchen Freiburgs wiedergefunden wurde.“[18] Heute ist Wydyz als Schöpfer des Altars allgemein anerkannt.[15][19] Er kannte das Konzept des Isenheimer Schnitzaltars von seiner Lehrzeit bei Hagenower her.

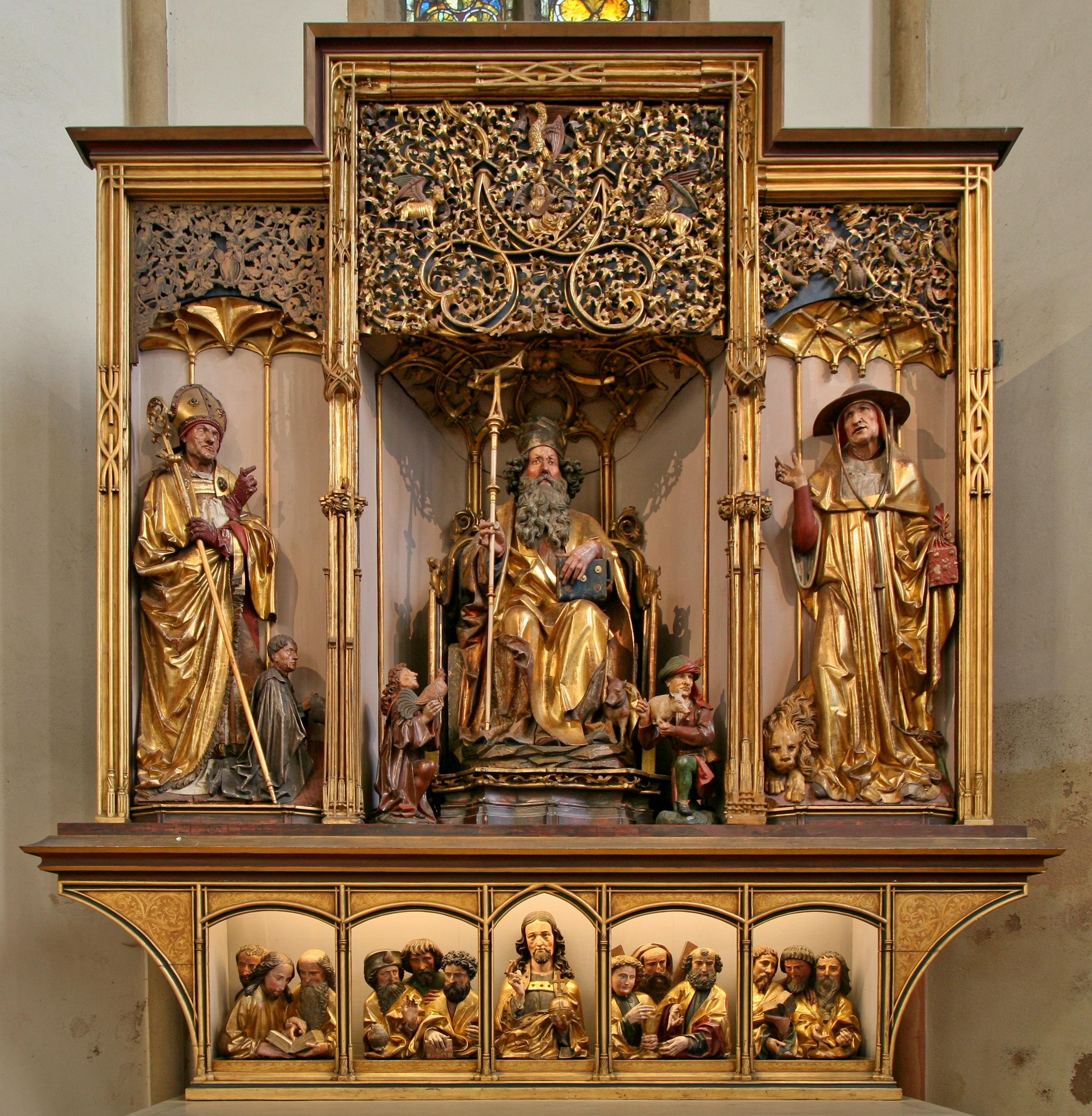
Niclaus Hagenower: Schrein des Isenheimer Altars

In einer Hinsicht sind Manfred Hermann und die ihm folgende Forschung zu korrigieren: in der Annahme, der Altar sei vom Generalpräzeptor der Freiburger Antoniter oder einer ihm nahestehenden „Antoniusbruderschaft“ finanziert und in der Kapelle der Freiburger Antoniter-Niederlassung aufgestellt worden. Vielmehr gab es seit 1459 im Freiburger Münster einen Antoniusaltar und eine damit verbundene Pfründe, gestiftet von dem Ratsherrn Konrad Münzmeister und seiner Frau Elisabeth geb. Griesser. Elisabeth heiratete 1466 oder 1467 in zweiter Ehe den späteren Hofkanzler Kaiser Maximilians I. Konrad Stürtzel. Stürtzel ließ Hans Wydyz 1505 den Dreikönigsaltar schnitzen (s. u.), und er war es wohl auch, der etwas früher das Antonius-Retabel in Auftrag gegeben hat, und zwar für den von seiner Frau gestifteten Altar im Münster. Erst 1725 kam der Altar in die Kapelle der Antoniter-Niederlassung. Die Niederlassung war inzwischen städtisches Pfründhaus geworden. 1789 – hier finden die ältere und die neuere Ansicht wieder zusammen – wurde die Kapelle im Rahmen des Josephinismus aufgehoben; mit dem Antoniusaltar (sowie der Kanzel) wurde 1792 oder 1793 die neue Kirche St. Josef in Obersimonswald ausgestattet, während das übrige Mobiliar „von den einquartirten Militaristen allhie gänzlich zerschlagen worden seyn“. In St. Josef standen Antonius und seine Begleiter zunächst noch im mittelalterlichen Schrein. Der Schreinkasten mit seinem gotischen Rankenwerk faulte aber in der feuchten Kirche und wurde Anfang des 19. Jahrhunderts vernichtet. 1904 waren alle drei Skulpturen noch in Obersimonswald. Antonius selbst blieb dort, während der unbestimmte Heilige und Rochus 1908 ins Augustinermuseum gelangten.
Im Schrein des Isenheimer Altars hält Antonius in der rechten Hand den Taustab, eines seiner Attribute, und stützt die linke Hand auf ein Buch. Zu seiner Rechten kniet auf separater Plinthe ein Edelmann mit einem Hahn, zu seiner Linken kniet ebenfalls auf separater Plinthe ein Bauer mit einem Schwein als Votivgabe, einem weiteren Attribut. Ein zweites Schwein lugt unter dem Gewand des Heiligen hervor. Antonius wird links vom heiligen Augustinus von Hippo, zu dessen Füßen der Stifter des Altars Jean d’Orlier (Isenheimer Generalpräzeptor 1463–1490) kniet, und rechts vom heiligen Hieronymus flankiert.

Figuren aus Wydyz’ Antoniusaltar
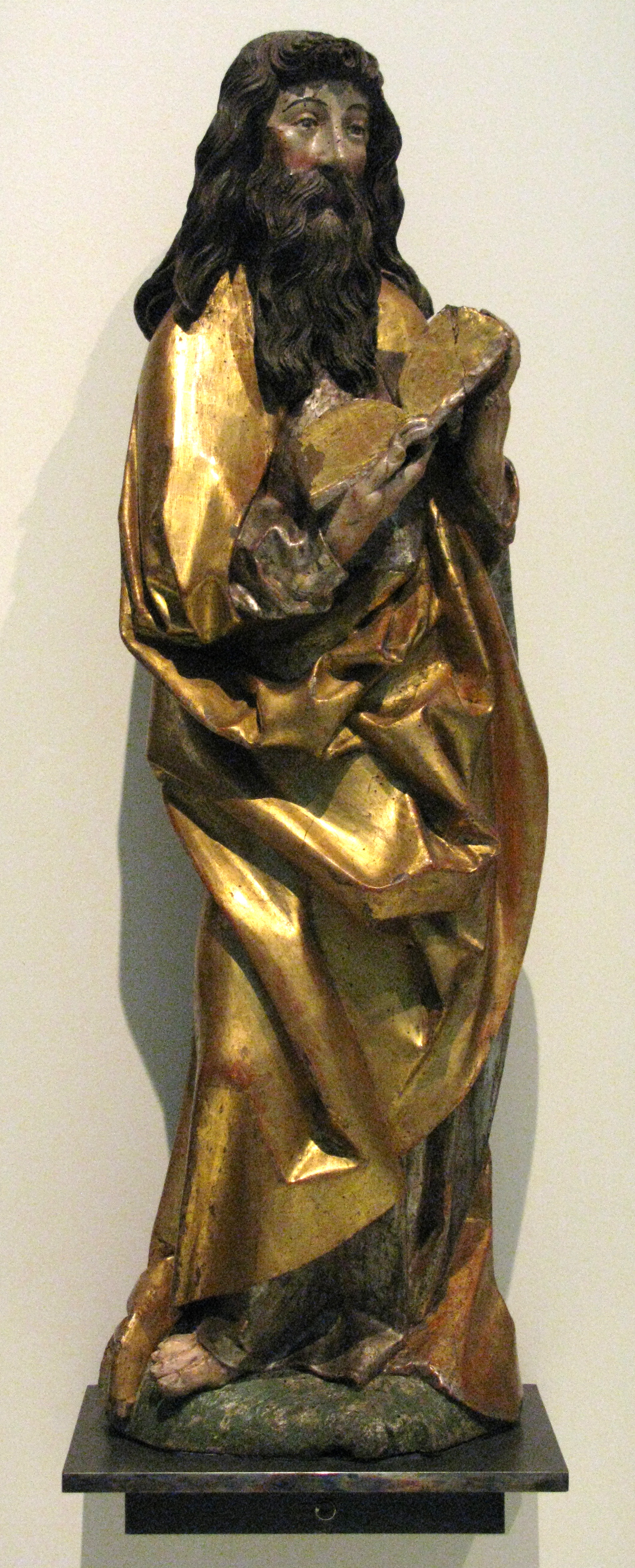
Unbestimmter Heiliger
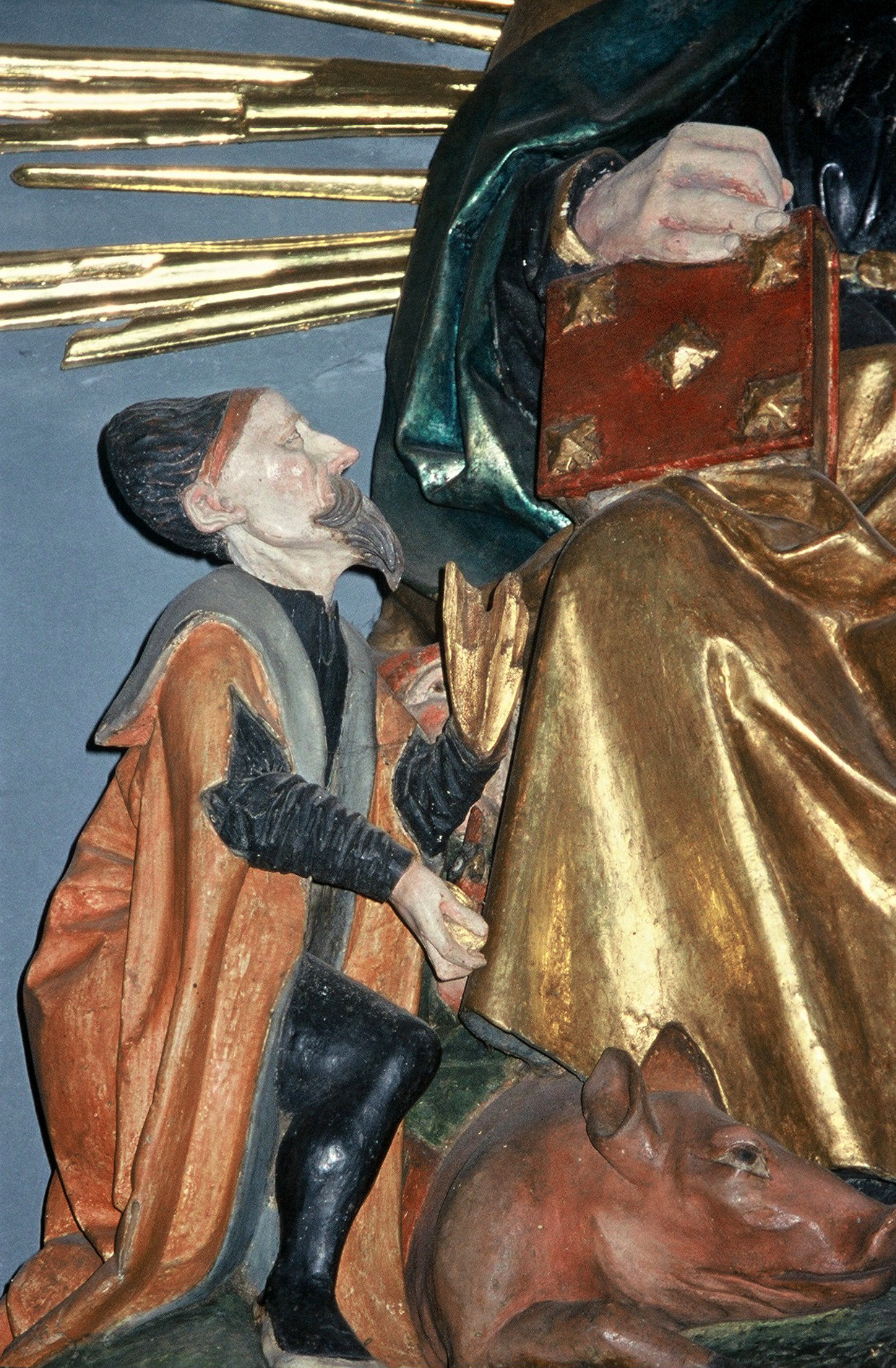
Patrizier
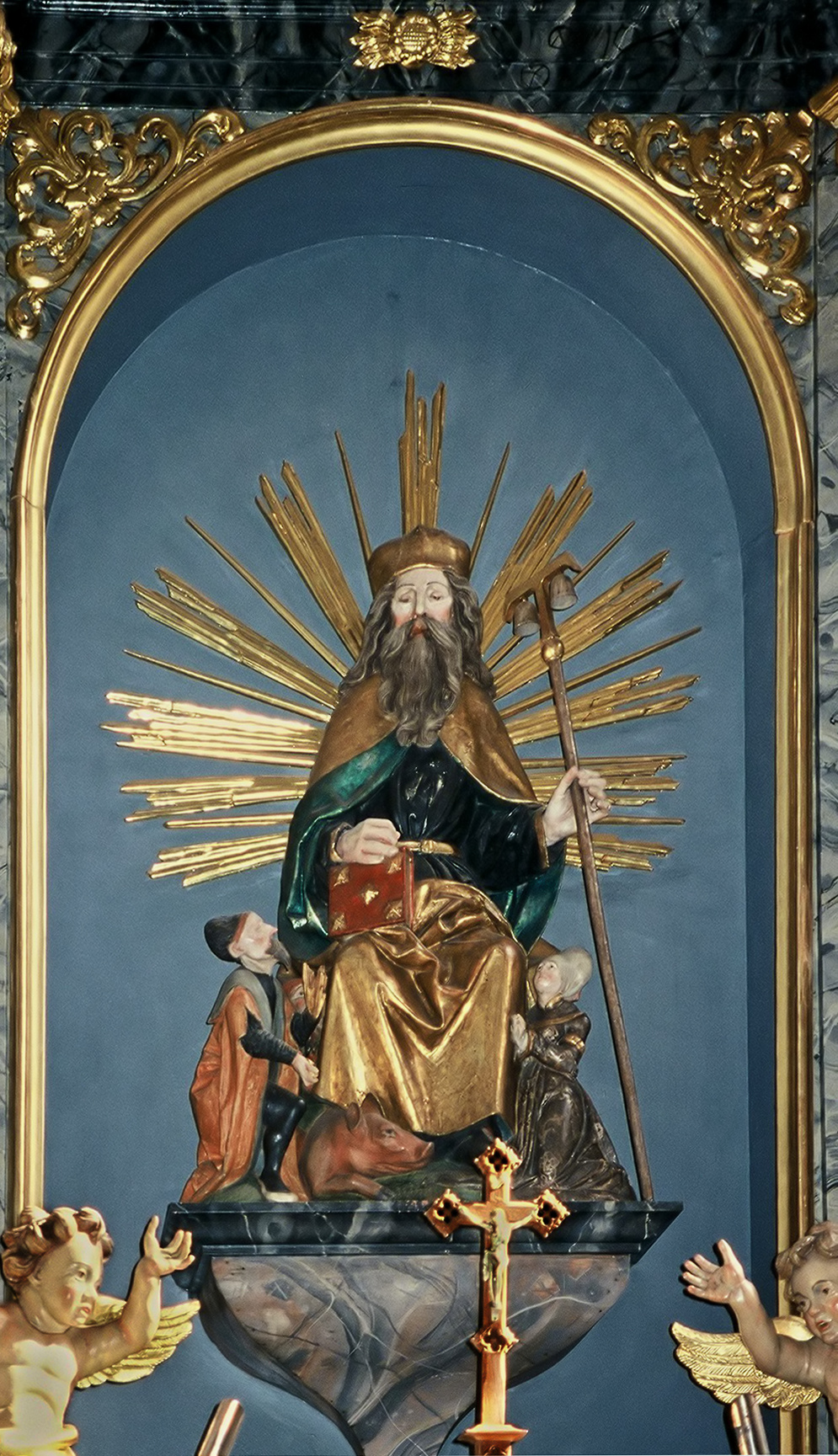
Antonius mit Adoranten
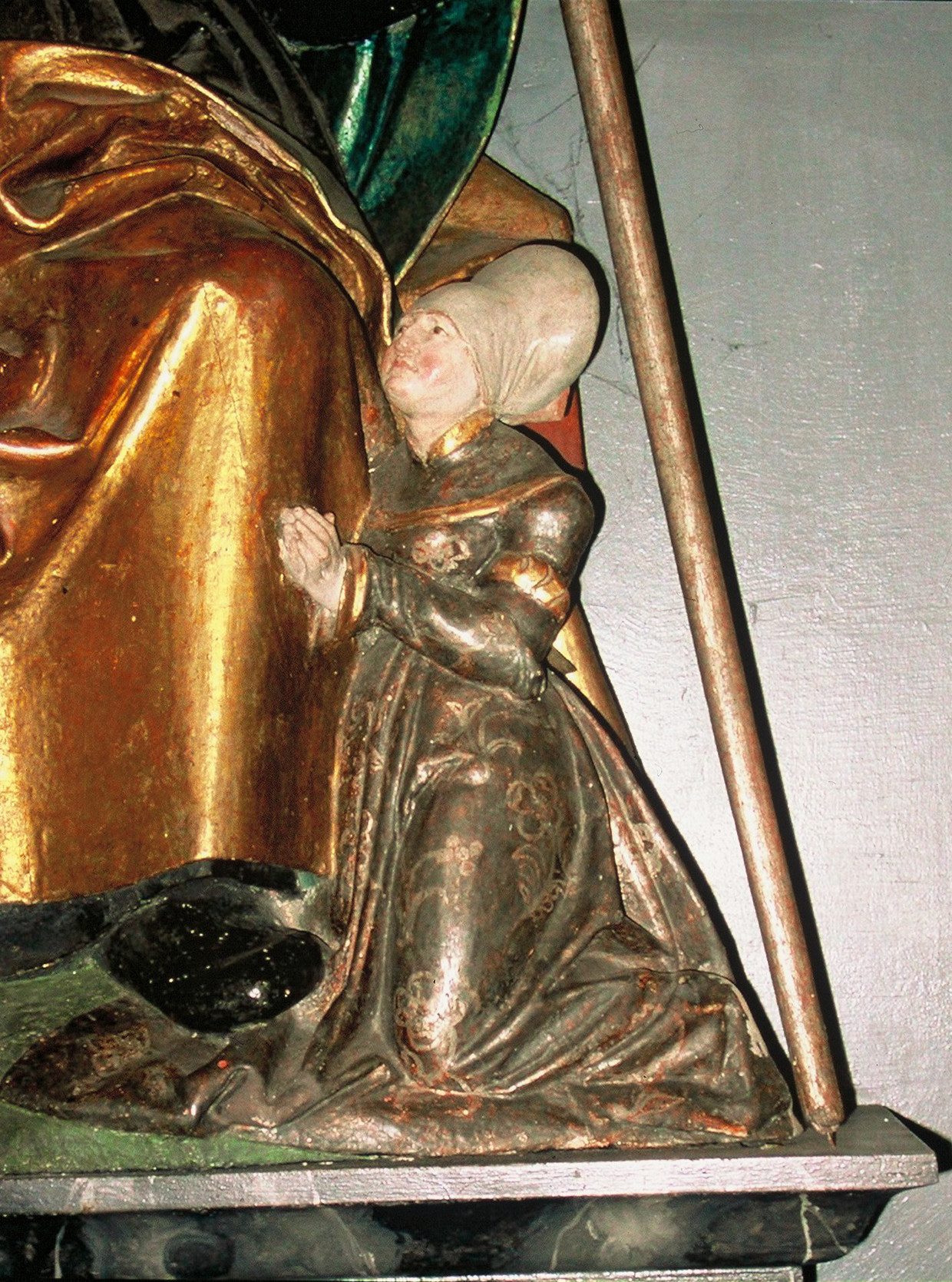
Patrizierin
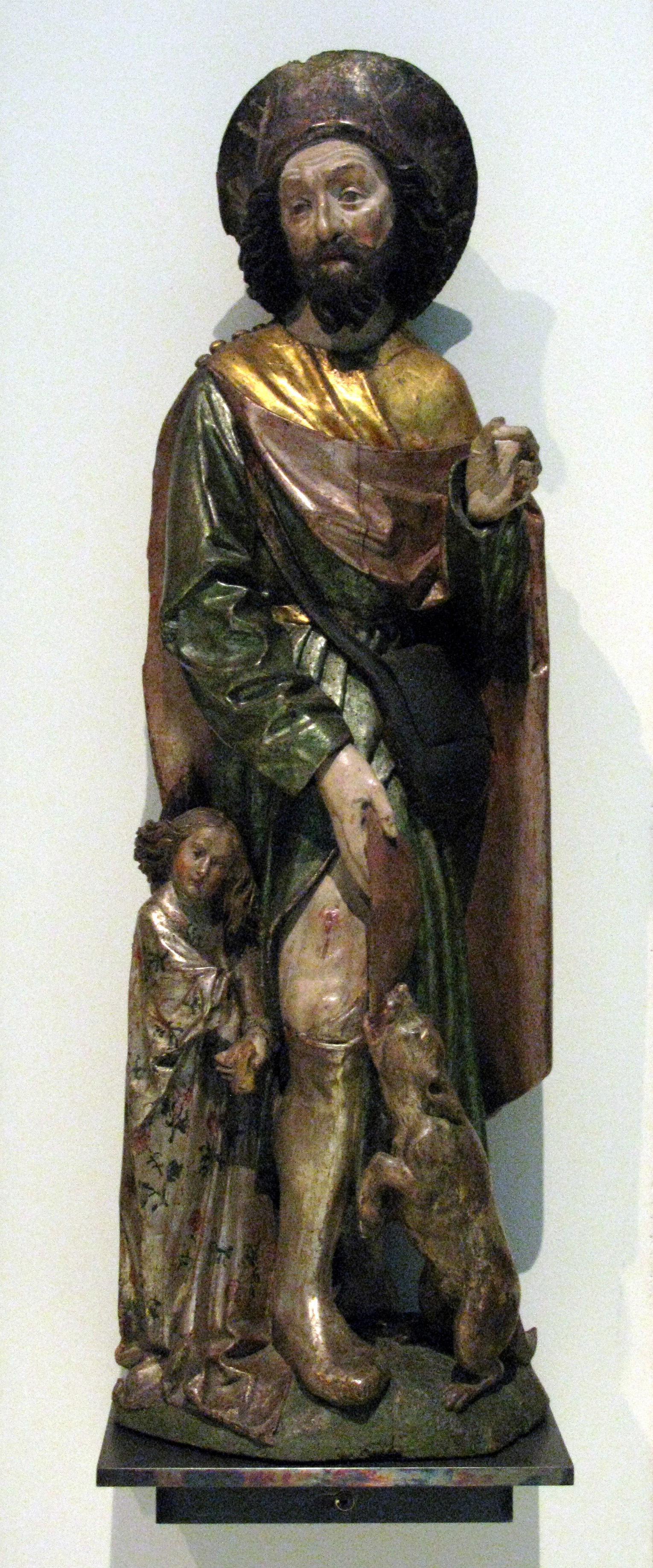
Heiliger Rochus

In Wydyz’ Altar stützt Antonius die rechte Hand auf ein Buch und hält in der linken den Taustab, an dem, ebenfalls Attribut, zwei Glöckchen hängen. Zu seiner Rechten kniet auf demselben Wiesenstück ein Mann in der „zeitgenössischen Mode des städtischen Patriziertums um 1500“ mit Goldmünzen in der rechten Hand als Votivgabe, zu seiner Linken eine „vornehme Dame.“ Die beiden könnten Konrad Münzmeister und seine Frau darstellen. Hinter dem reichen Bürger drängt sich kaum sichtbar ein dritter Verehrer an Antonius heran, „der ‚gemeine Mann‘“. Einzigartig für Skulpturen ist, dass die linke Hand des Patriziers golden aufbrennt in der Flamme jenes ignis sacer, des „heiligen Feuers“, der Mutterkornvergiftung, derer sich die Antoniter annahmen. Antonius ist (war im ehemaligen Schrein) links flankiert von dem unbestimmten Heiligen, der ein offenes Buch in den Händen hält, rechts vom heiligen Rochus, dessen Mantel sich öffnet, um die Pestbeule am Oberschenkel sichtbar zu machen, mit seinen Attributen Hund und Engel. „Am Antoniusretabel führt, … dem Dreikönigsaltar vergleichbar, das Aufgreifen und Abwandeln von Bewegungabläufen über die gesamte Schreinbreite hinweg zu einer komplexen Verflechtung der – dem ersten Eindruck zufolge – eher aneinander gereihten Figuren. Den Auftakt der Komposition stellt das zur Schreinmitte schräg hoch gehaltene offene Buch des Heiligen dar, den Ausklang bildet die zum Hund herabgesenkte Rechte des Rochus. Das Weiterreichen von Gegenständen und Gesten schließt die Schreinfiguren zu einem rhythmischen Reigen zusammen. … Wydyz’ Adoranten wandeln nicht nur auf Grund des dichten Heranrückens, sondern auch wegen ihrer direkt auf Antonius Bezug nehmenden Körpersprache (Emporblicken zum Heiligen, die hochgehaltene, am Antoniusfeuer erkrankte Hand) die an sich statische Präsentation des Heiligen in eine Handlung, ein momentanes Geschehen um.“
Noch in der Kapelle des ehemaligen Antoniterhauses hat Franz Xaver Anton Hauser den Altar gesehen und danach den barocken Antoniusaltar in St. Cyriak und Perpetua in Freiburg gestaltet.

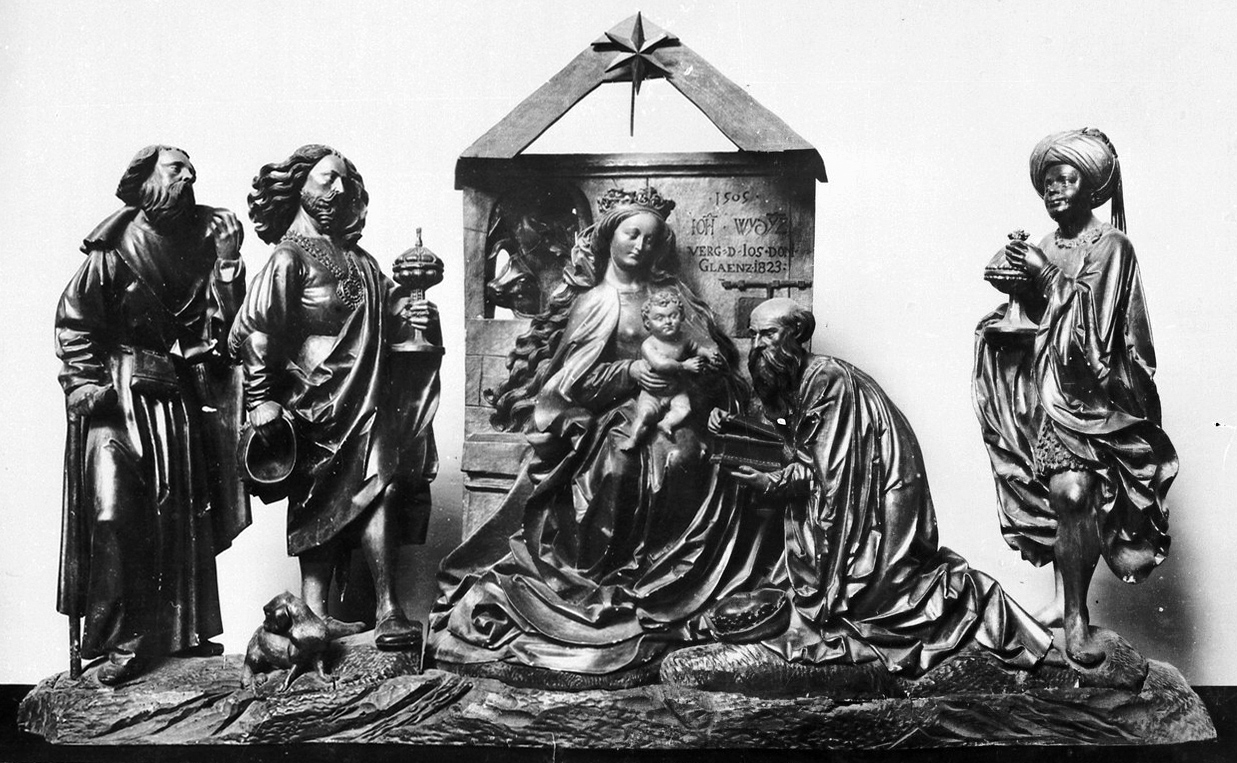
Figurengruppe des Dreikönigsaltars 1505

- Die Schreingruppe des Dreikönigsaltars im Freiburger Münster, eine „Anbetung der Könige“, mit Maria und ihrem Kind, Josef ganz links, Melchior zwischen ihm und Maria, Balthasar vor Mutter und Kind kniend und dem Mohrenkönig Kaspar ganz rechts;[27] sowie drei Figuren aus dem seit dem Zweiten Weltkrieg verlorenen Gesprenge dieses Altars im Augustinermuseum, nämlich der Schmerzensmann, Maria und der Apostel Johannes; 1505. Die Gesamthöhe des Altars betrug von der Oberfläche der Mensa bis zur Spitze des Gesprenges etwa 5 m. Der Schrein misst 175 cm in der lichten Höhe und 177 cm in der Breite bis zu den Außenkanten. Maria im Schrein ist 70 cm hoch, der Schmerzensmann 77 cm, die Maria des Gesprenges 63 cm, der Johannes 61 cm. Alle Figuren sind aus Lindenholz. Die Stallwand trägt die Inschrift •1505•/JOH•WYDYZ/VERG:D•JOS•DOM•/GLAENZ•1823 („1505 Johannes Wydyz; vergrößert durch Joseph Dominik Glänz 1823“). Die Rückseite der Mariengruppe trägt die Aufschrift ANNO D[omi]NI 1600/HAEC TABULA PER M[agistrum] JOANNE BAER PICTA/ET VITUM SIGEL DEAURATA EST („Im Jahr 1600 ist diese Tafel durch Meister Johannes Baer gefasst und durch Vitus Sigel vergoldet worden“).[28]

In seinem großen Aufsatz (s. o.) stellte Gustav Münzel 1910 klar, dass der Altar nicht immer im Freiburger Münster und auch nicht, wie vermutet, ursprünglich im Basler Münster stand. Vielmehr schnitzte Wydyz ihn im Auftrag von Konrad Stürtzel von Buchheim für die Kapelle von dessen Stadtpalais an der heutigen Freiburger Kaiser-Joseph-Straße. Stürtzel war inzwischen von Kaiser Maximilian ehrenvoll aus seinem Kanzleramt entlassen worden. 1587 erwarb das Basler Domkapitel, das 1529 vor den Auswüchsen der Reformation nach Freiburg ausgewichen war, Stürtzels Palais und residierte dort bis 1677 – fortan hieß es Basler Hof. 1651 bezog auch die vorderösterreichische Regierung hier Quartier, und 1698 kaufte sie das Gebäude vom Basler Kapitel. Nach dem Übergang Freiburgs an das Großherzogtum Baden 1805 und 1815 beherbergte der Basler Hof verschiedenste Behörden, bis er 1952 Hauptsitz des Regierungspräsidiums Freiburg wurde. Stürtzels Kapelle wurde wie die Kapelle des ehemaligen Antoniterhauses im Zuge des Josephinismus profaniert. Der Altar blieb zwanzig Jahre in der „zur Aktenkammer entwürdigten Kapelle“ und kam 1803 ins Münster. Die Kapelle selbst wurde 1838 abgerissen.
Die Aufschriften am Altar weisen außer auf Wydyz und das Entstehungsjahr auf zwei wesentliche Änderungen hin. Die erste geschah im Auftrag des Basler Domkapitels. Es ist nicht bekannt, ob der Altar ursprünglich gefasst war und Flügel hatte. Wenn nein, kamen Fassung und Flügel 1600 hinzu. Jedenfalls geht das heutige, maßgeblich von Gold bestimmte Erscheinungsbild auf die Fassung durch Hans Baer und Vitus Siegel zurück. Hans Bär aus Ravensburg, der 1610 oder 1611 in Freiburg starb, war zu seiner Zeit ein geschätzter Künstler. Ihm werden auch die inschriftlich 1601 datierten Flügelbilder zugeschrieben. Sie stellen auf den Innenseiten links den heiligen Kaiser Heinrich II. und rechts den heiligen Pantalus dar, Patrone des Bistums Basel, auf den Außenseiten links den Apostel Petrus und rechts den Apostel Paulus. Kaiser Heinrich steht vor dem Hintergrund der Stadt Basel und trägt ein Modell des Basler Münsters in der Hand – Erinnerungen an die Herkunft des Domkapitels. Seit Beginn des 19. Jahrhunderts nicht mehr verwendet, werden die Flügel heute im Erzbischöflichen Ordinariat Freiburg aufbewahrt.
Die zweite Änderung folgte der Versetzung des Altars ins Münster, einem Wandel des Geschmacks, der barocke Altäre in einer gotischen Kirche als „barbarische Unzier“ zu empfinden begann, und der Entstehung des Erzbistums Freiburg 1821. Von 1819 bis 1839 ließ eine von der großherzoglichen Verwaltung eingesetzte „Verschönerungskommission“ neun barocke Altäre aus dem Münster entfernen, ersetzte sie durch anderwärts erworbene mittelalterliche oder neugotische und bemühte sich allgemein, das Münster stilpuristisch zu verbessern. So war ihr der Dreikönigsaltar hochwillkommen. Er kam 1803 in die Annenkapelle, die heutige Sakramentskapelle, später an die Ostwand des nördlichen Seitenschiffs, wo ihn Heinrich Schreiber fand (s. o.), schließlich 1822 an den nordöstlichen Vierungspfeiler. Dort bildete er das Gegenstück zum gotischen Annenaltar am südöstlichen Vierungspfeiler, dessen Figuren Werke eines Bildhauers aus dem Umkreis des Meister HL sind. Das Arrangement sollte „den Blick des Besuchers vom Langhaus zum Hochchor mit ‚altgothischen‘ Altären [einleiten], die in Umfang wie Gestalt zwillingsgleich [anmuteten]“. Die nötigen Reparaturen und Anpassungen nahm Joseph Glänz 1822 vor. Wie der Altar sich heute präsentiert, sind nur die Figuren, der Sockel, auf dem sie stehen, die Wand des Stalls mit Ochs, Esel und der Signatur sowie Teile des Rankenwerks von Wydyz’ Hand. Glänz schuf die Verkleidung der Mensa, darin zwölf Apostelfigürchen, die Predella, die Maßwerkleiste unterhalb des Schreinbodens und die Arkaden an der Rückwand. 1827 vergoldete der Fassmaler Vinzenz Hauser (1759–1831), ein Stiefbruder des Franz Anton Xaver Hauser, des Schöpfers der Abendmahlsgruppe im Münster, alle Architekturelemente.
Im Jahr 2009 fand der jüngste Ortswechsel statt: Im Zuge einer Umgestaltung des Altarraums wurde der Dreikönigsaltar gegen erheblichen Widerstand der Bevölkerung an die Ostwand des südlichen Seitenschiffs versetzt.

Dreikönigsretabel im Freiburger Münster
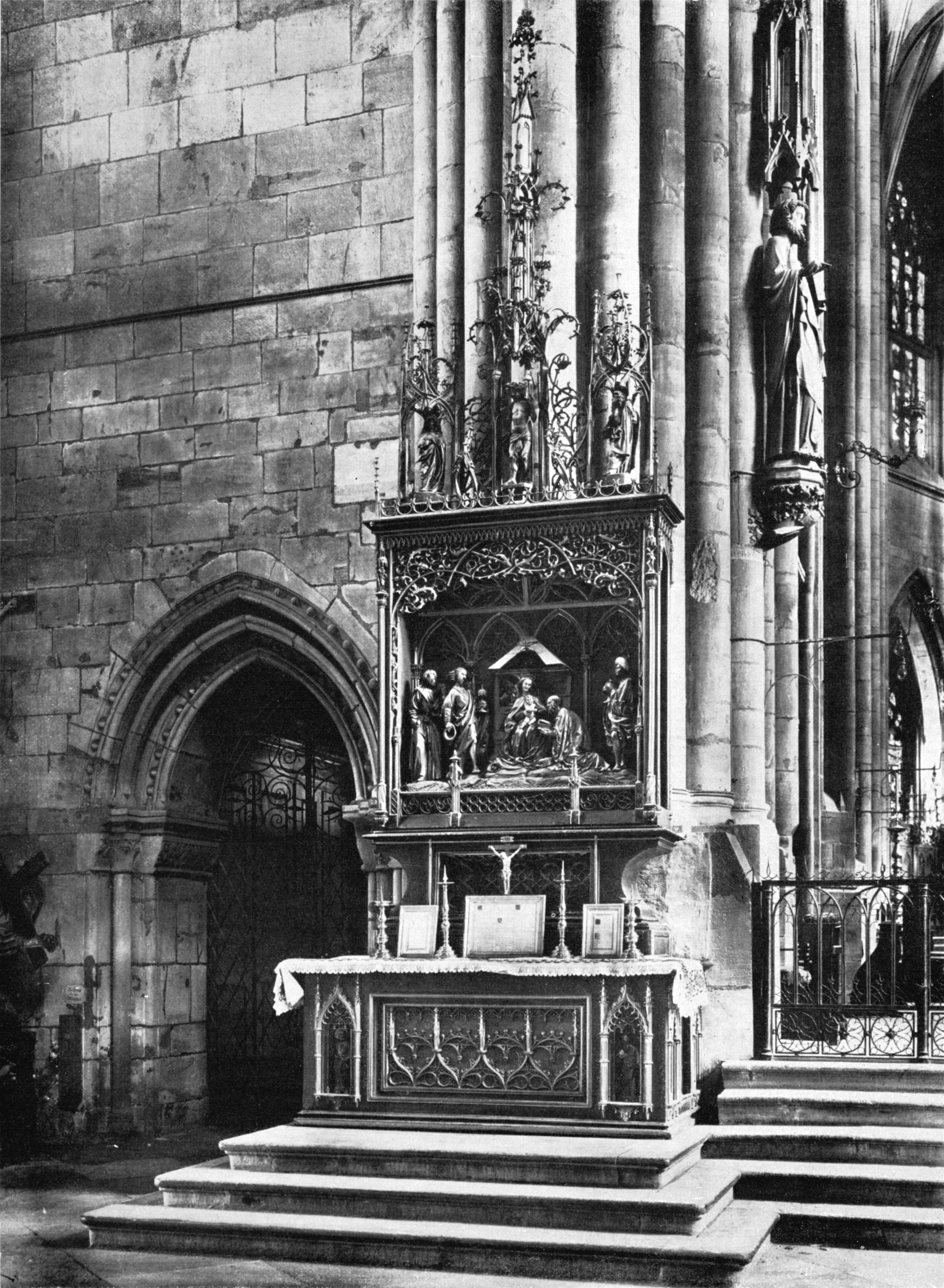
Der Altar am nordöstlichen Vierungspfeiler, 1907 mit dem heute verlorenen Gesprenge
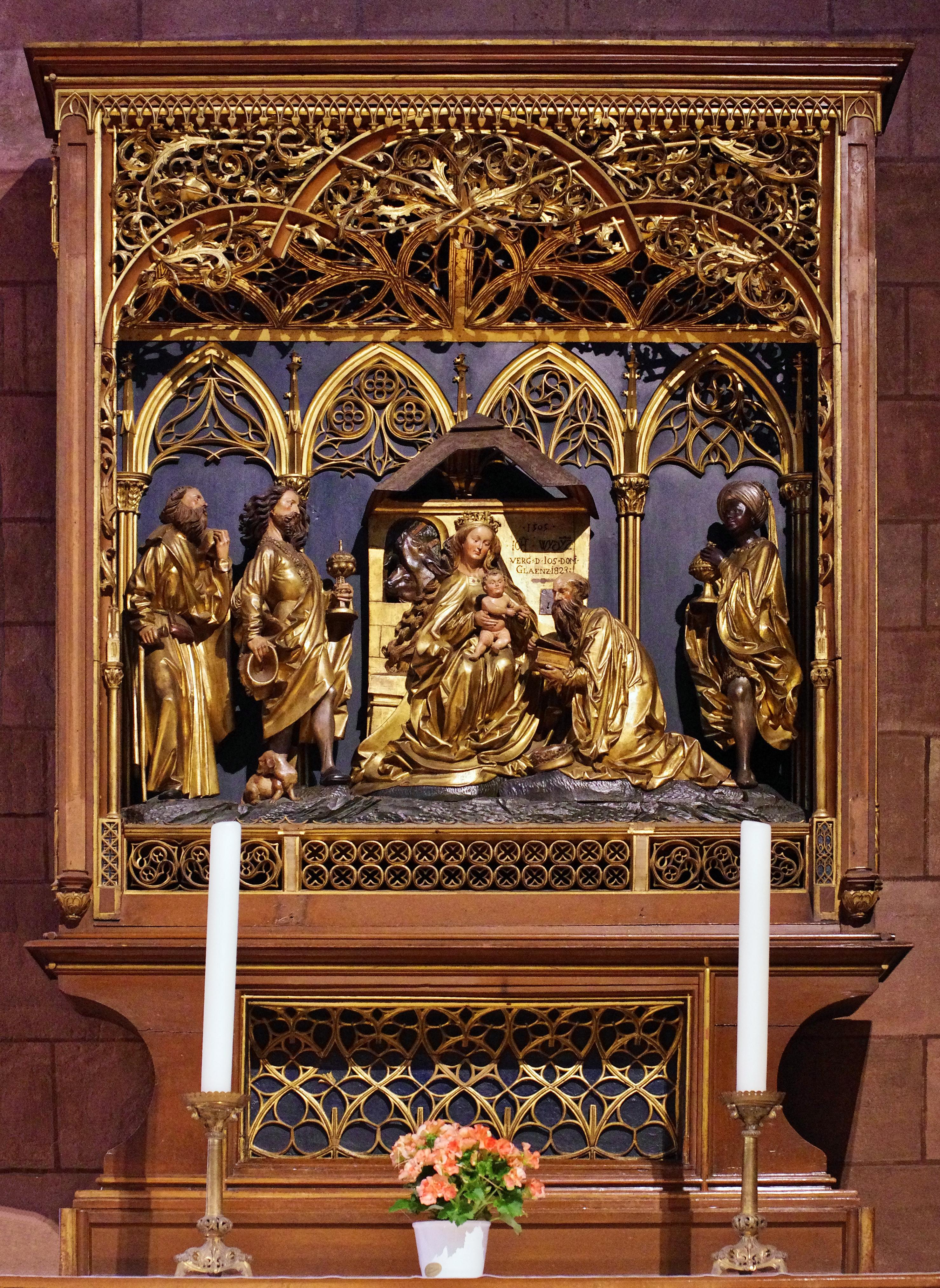
Altarschrein heute
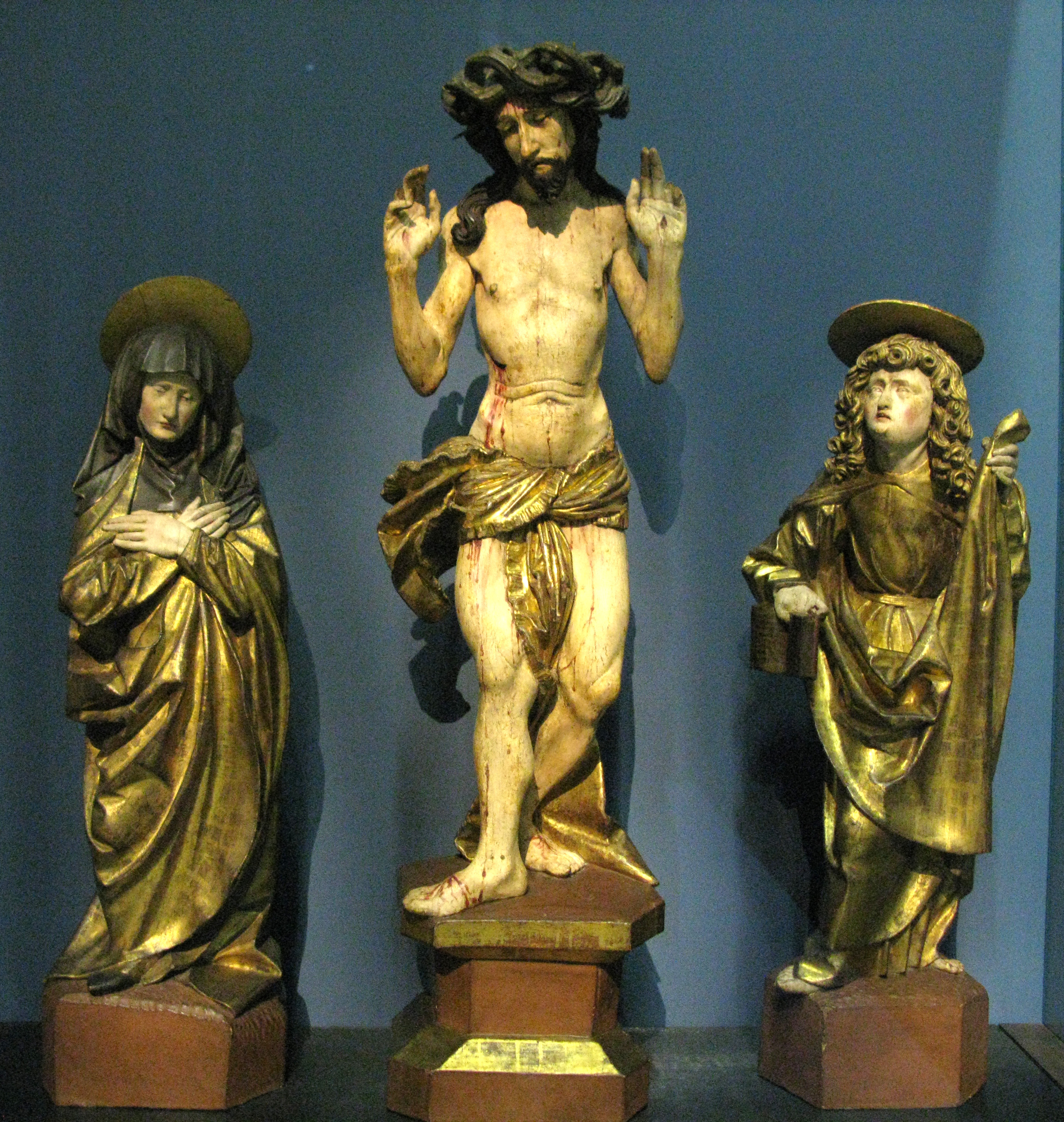
Figuren des verlorenen Gesprenges im Augustinermuseum
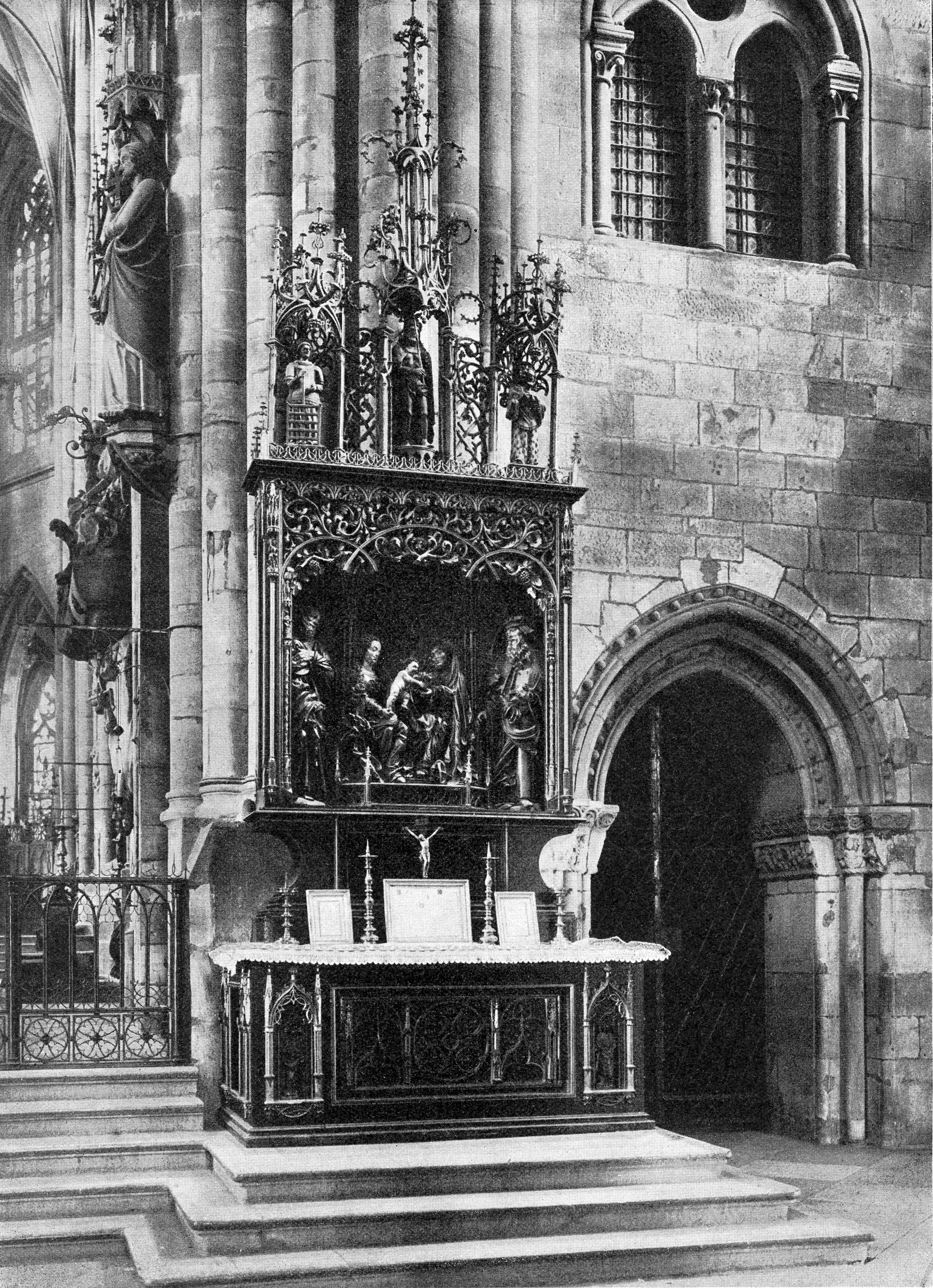
Annenaltar am südöstlichen Vierungspfeiler 1907; nicht von Wydyz

Im Dreikönigsaltar „zeigt Wydyz sich als virtuoser Meister des kleinen Formats, dem neuen Stil gegenüber aufgeschlossen, ohne deshalb das Kindlich-Liebenswürdige, das der spätgotischen Skulptur so oft eigen ist, ganz aufzugeben. Renaissancehaft wirkt an diesem Dreikönigsbild vor allem die symmetrische Ordnung des Ganzen, derzuliebe der – von der Erzählung her gesehen – so viel sinnvollere, geschlossene Zug der Könige zur Madonna aufgegeben wurde.“ Konrad Stürtzel kannte diese symmetrische Präsentation, mit den Königen beidseits Marias, vermutlich von Stefan Lochners berühmtem Altar der Stadtpatrone in der Kölner Ratskapelle, Wydyz von Niclaus Hagenowers Fronaltar im Straßburger Münster. Auf einem Sockel aus Gestein und Rasenstücken werden die Figuren frei vor der Stall- und der Schreinrückwand gegeben, „wobei das Schattenspiel ihrer Umrisse an der Wand zur Verlebendigung der Handlung beiträgt“. Die Mitte bildet, wie Antonius im Antoniusretabel, hier Maria mit ihrem Kind. Die drei Könige repräsentieren drei Altersstufen. Der älteste, kahlköpfige bringt kniend seine Gabe, der mittlere eilt mit wehenden Locken von links herbei, der jüngste, der Mohrenkönig, hält rechts gerade inne. Josef vollendet die Symmetrie – zwei Personen rechts, zwei links von Maria und Kind. Josefs ruhig fallendes Gewand kontrastiert mit den im Schreiten bewegten Gewändern des Königs neben ihm und des Mohrenkönigs. Seinem vorgestellten rechten Bein und sichtbaren rechten Fuß antworten spiegelsymmetrisch des Mohrenkönigs vorgestelltes linkes Bein und linker Fuß. „Gerade das Aufgreifen und Abwandeln einzelner Kompositionselemente über die ganze Schreinbreite hinweg und das Weiterreichen von variierenden Bewegungsmotiven führen zu einer komplexen Verflechtung der  Handlung. … Hierin zeigt sich ein für die Arbeiten Wydyz’ wesentliches künstlerisches Prinzip, das eine Reihung verhindert und auf die szenische Darbietung eines Geschehens abhebt.“ Maria trägt eine Krone. Trotz Ochs und Esel im Fenster der Stallwand will der Altar nicht das „historische“ Ereignis von Betlehem schildern, sondern eine mariologische Aussage machen: Maria ist die Himmelskönigin. Die verschlossene Tür hinter dem knienden König weist auf ihre Jungfräulichkeit oder unbefleckte Empfängnis hin.
Analog der Schreingruppe meint die Gesprengegruppe nicht die historische Kreuzigung Jesu, sondern Theologisches: in seiner Menschwerdung und seiner Passion hat Jesus den Tod überwunden. Jesus neigt den schmalen Kopf mit der mächtigen Dornenkrone zu seiner Mutter, die sich ihrerseits leicht zu ihm dreht. Johannes macht einen Schritt auf ihn zu. Ruht Maria in verhaltenem Schmerz in sich, so gibt Johannes seinem Schmerz Ausdruck. „Sein verweintes Antlitz blickt in die Höhe, er ist dabei, sich mit dem aufgenommenen Mantelzipfel die Augen zu wischen“.
- Mondsichelmadonna in der Pfarrkirche St. Peter und Paul in Freiburg-Kappel, um 1505. Die 85 cm hohe Figur ist stark ergänzt – so Kind, Krone und Zepter – und stark übermalt.
- Mondsichelmadonna im Augustinermuseum, nach 1505. Die 55 cm hohe, rundum geschnitzte, holzsichtige Figur stammt wie die Agnes (s. o.) aus dem Kloster Adelhausen und könnte wie jene Prozessionsfigur gewesen sein. „Die Statuette zählt zu einer ganzen Gruppe von Madonnen auf Mondsicheln, die offenbar im Kreis von Hans Wydyz und seiner Werkstatt bzw. dessen Nachfolge entstanden sind. … Dabei stellt die Adelhauser Statuette nicht nur das qualitätsvollste und den gesicherten Werken von Wydyz am nächsten stehende, sondern aufgrund der schärferen Zeichnung auch wohl das früheste Exemplar dieser Gruppe dar – sieht man von der um 1505 angesetzten Figur in Kappel ab, deren Zuschreibung an Wydyz … angesichts ihres kaum hinreichend beurteilbaren Zustandes äußerst problematisch erscheint.“[17]
- Betende Maria im Augustinermuseum, nach 1505. Auch diese 53 cm hohe, rundum geschnitzte, holzsichtige Figur stammt aus dem Kloster Adelhausen und war vielleicht Prozessionsfigur. Die Deutung als betende Maria ist unsicher, und die Figur ist nicht eigenhändig, könnte aber aus der gegen Ende des ersten Jahrzehnts sich vergrößernden Werkstatt Wydyz’ stammen.

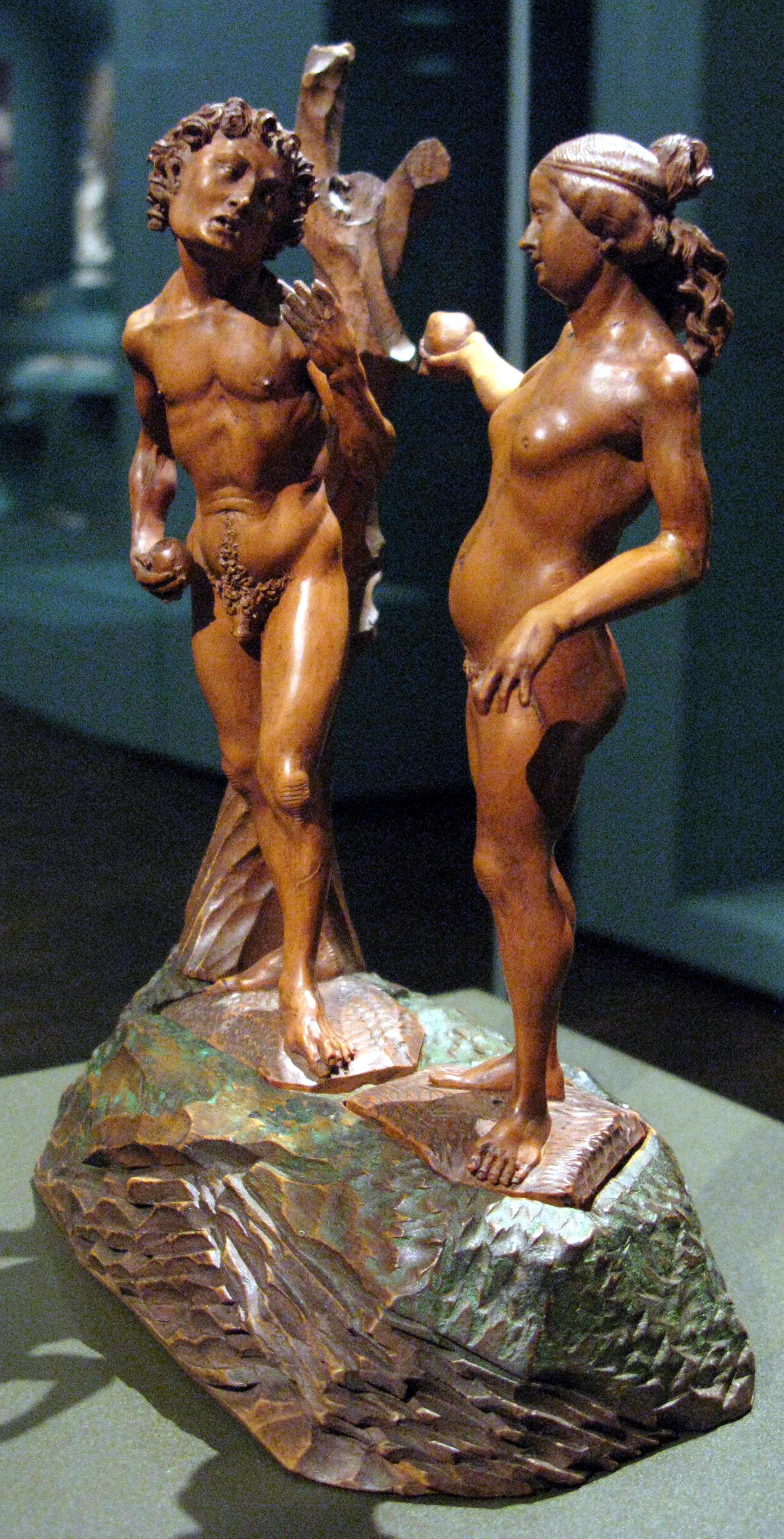
Adam und Eva

- Adam und Eva-Gruppe im Basler Historischen Museum, nach 1505. Die Figuren und ihre fein geriefelten Einzelsockel sind aus Buchsbaum-, die gröber geschnitzte gemeinsame Standplatte ist aus Lindenholz. Bis auf getönte Augen und grüne Farbspuren an der gemeinsamen Standplatte ist das Werk ungefasst. Adam ist 16 cm, Eva 15 cm hoch. In Adams Sockel ist das „H“, in Evas Sockel das „W“ gekerbt. Eva fehlen die Fingerspitzen der linken Hand, Adam drei Finger der rechten Hand. Teile des Baumes und der Kopf der Schlange sind abgebrochen. Adam, Eva und der Baum mit der Schlange sind einzeln aus dem Sockel herausnehmbar. Die Gruppe wurde vermutlich in Freiburg geschnitzt und gelangte über das Amerbach-Kabinett in das Museum.

Dargestellt ist der Sündenfall. Der Entdecker Rudolf Burckhardt beschreibt (aus dem Englischen): „Der Kopf der Schlange liegt in der Astgabel, ihr Körper hängt senkrecht herab, so daß ihre Haut feine Querfalten bildet. Hinter Adams Rücken hat Eva den Apfel genommen. Sie greift ihn mit der ausgestreckten rechten Hand, während sie fest auf der rechten Seite des Podests steht, den Oberkörper leicht zurückbeugt, ihren hübschen kleinen Kopf mit dem wunderbar weich gewellten Haar nach links Adam zuneigt und ihn anlächelt. Die linke Hand lässt sie auf der Hüfte ruhen. Auch Adam steht fest auf beiden Füßen, doch hat der Künstler seiner Haltung Spannung verliehen, indem er den linken Fuß rechtwinklig zum rechten Fuß setzte. Seine Vorbeugung verstärkt diese Spannung, die sich schließlich in der Drehung seines Kopfes zu Eva hin voll ausdrückt. Seine rechte Hand mit dem Apfel hängt herunter, während die erhobene linke Hand die erregten Wörter unterstreicht, die sein offener Mund zu flüstern scheint.“ Nach Burckhardt hielt auch Adams linke Hand, nach Groß auch Evas linke Hand einen Apfel.
In Einzelheiten wie im ganzen finden die Kunsthistoriker Entsprechungen zum Dreikönigsaltar. So ähnelt nach Groß der Adam dem Schmerzensmann im schmalen Oberkörper, in den Hautfalten oberhalb des Nabels, in den schmächtigen Armen und in den gedrungenen Beinen mit nach innen eingebuchteten Oberschenkeln und kräftig herausgearbeiteten Knien, dem Mohrenkönig in den muskulösen Waden. Ob auch die gemeinsame Standplatte und der Baum von Wydyz sind, ist ungewiss.
Die Kunstgeschichte hat die Frage, welcher Augenblick des Sündenfalls dargestellt sei, verschieden beantwortet; Groß: „Dargestellt ist … der Moment der Erkenntnis, nachdem beide der Versuchung erlegen sind. Adam wendet sich eindringlich mit seinem Oberkörper Eva zu, übernimmt die Neigung ihres Hauptes zur Seite, um ihren Blick zu erhaschen. In der herabgesunkenen Rechten hält er den angebissenen Apfel, die Linke im Redegestus gen Eva gerichtet. Sein Gesicht mit den pontiert hochgezogenen Brauen drückt dabei sowohl bereits Bestürzung über die begangene Sünde als auch ein Aufbegehren gegen die Anstifterin zur Missetat aus. Aus seinem geöffneten Mund fließt die bittere Beschwerde. Eva steht nach wie vor in verführerischer Pose da, sich ihres Tuns noch nicht gegenwärtig.“
Die Gruppe sei eines der ersten deutschen Kabinettstücke. Die Darstellung dieses Moments des Sündenfalles sei nicht nur in der Kleinplastik einmalig, sie begegne ebenso wenig in Malerei und Graphik. „Sie ist einzigartig und in der Prägnanz der Erfassung jähen Gewahrwerdens des eigenen Ichs eine großartige Invention von Wydyz.“ Die als Inkunabel der Gattung geltende Gruppe zeige das neugeweckte Interesse an der Darstellung des menschlichen Körpers, aber auch eine Verankerung in der spätmittelalterlichen Darstellungstradition. Stilistisch stehe sie an der Schwelle zur Renaissance. „Während die Schrittstellung und die eckigen Bewegungen noch Anklänge an die Spätgotik aufweisen, zeigen insbesondere die glatten, rundlichen Formen der ‚Eva‘ ein neues Formverständnis.“ Den Rang des Werks spiegelt seine Wahl als Blickfang zur Neueröffnung des Historischen Museums Basel im November 2011 wider. Anregungen vermutet Groß in Freiburger Fronleichnamsspielen, an denen Wydyz mit seiner Malerzunft teilgenommen habe. Auftraggeber sei ein weiteres Mal Konrad Stürtzel gewesen.
- „Verkündigung des Herrn“ (Mariä Verkündigung), vor 1510. Die 29 cm hohe Gruppe mit Spuren farbiger Fassung, vielleicht aus Heilbronn, steht heute im Berliner Bode-Museum. Dem stürmisch bewegten Engel Gabriel kniet, in sich ruhend, Maria gegenüber. Die hochfliegende Lockenpracht des Engels erinnert Groß an den herbeieilenden König des Dreikönigsretabels.[46]

### Freiburger Werke von 1510 bis um 1517 (Werke von Freiburger Mitarbeitern bis 1525)
Die Schlusssteindeckel aus dem Freiburger Münster sind Wydyz’ letzte gesicherte Werke: 1510 erhielt er dafür sieben Goldgulden. Damit erlöschen die Urkunden. Doch besteht Übereinstimmung, dass er etwa ab 1512 mit Hans Baldung zusammenarbeitete, der eben aus Straßburg gekommen war, und dass er jetzt Gesellen hatte. Der Umfang seines Werks in diesen Jahren dagegen ist strittig. Er bemisst sich nach der Antwort auf die Frage, ob es neben ihm einen zweiten Bildhauermeister in Freiburg gab. Groß bejaht die Frage und schreibt dementsprechend einen Teil der sonst für Wydyz postulierten Werke diesem zweiten Meister zu, dem Gustav Münzel in einem Aufsatz über die Predella des Hochaltars des Freiburger Münsters den Notnamen „Predellenmeister“ gab. Der letztere, nicht Wydyz, so auch Groß, habe die Predella geschnitzt, eine breite Komposition der „Anbetung der Könige“ (267 × 65 cm). Ebenso seien der Rankenschleier um die baldungsche Mitteltafel des Hochaltars und ein Relief mit drei Marienszenen im Colmarer Martinsmünster vom Predellenmeister. Der Predellenmeister „zitiere“ collageartig Bildmotive aus graphischen Vorlagen, Wydyz dagegen, wenn er graphische Bildideen aufgreife, „interpretiere“ sie und setze sie in einen Handlungsablauf um. So bleiben nach Groß folgende Werke:

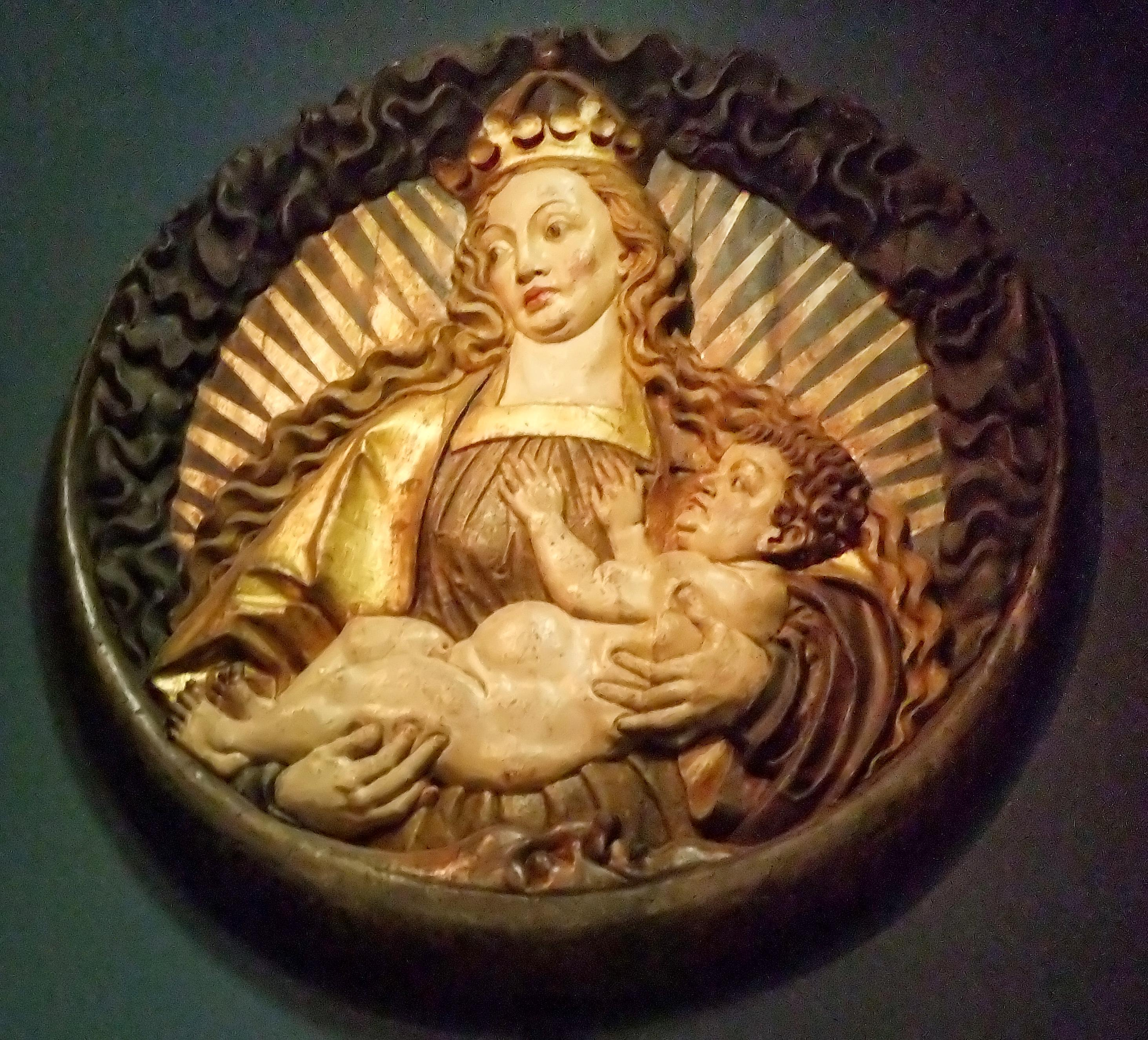
Schlusssteindeckel: Maria und Kind

- Die drei Schlusssteindeckel vom Chor des Freiburger Münsters, 1510. Sie deckten ursprünglich drei Aufzugsöffnungen im 1510 geschlossenen Chorgewölbe. Ihr Durchmesser beträgt 134 cm. Im 19. Jahrhundert wurden sie neu gefasst. 1958 wurden sie, weil sie herunterzufallen drohten, ins Augustinermuseum überführt. In der ursprünglichen Anordnung zeigten sie von Ost nach West Maria in Halbfigur mit ihrem Kind, ein österreichisches Wappen und einen Engel als Schildhalter mit dem Freiburger Stadtwappen. Für Münzel ähnelt das Gesicht der Madonna dem der Maria des Dreikönigsschreins, das Haar sei bei beiden sogar identisch.[3] Groß findet eine Weiterentwicklung des Stils.[49]

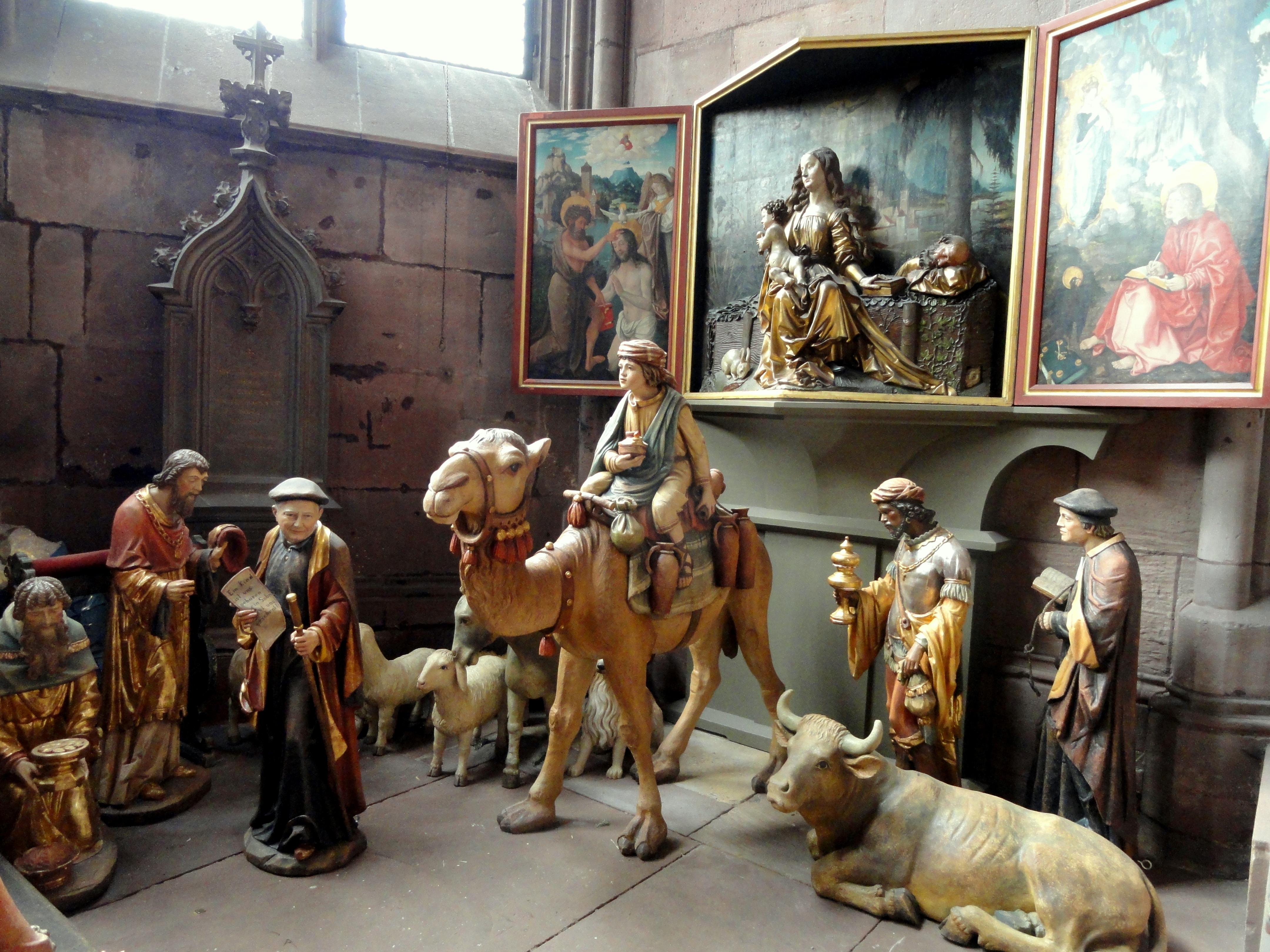
Der Schnewlin-Altar in der Schnewlin-Kapelle

- Schnitzgruppe des Schnewlin-Altars, 1513–1514. Der Flügelaltar besteht aus der in stumpfem Winkel vorspringenden Schnitzgruppe vor gemalter Rückwand, der „Heiligen Familie auf der Rasenbank“, auch gedeutet als „Heilige Familie bei einer Ruhe auf der Flucht nach Ägypten“, zwei gemalten beweglichen Flügeln und zwei gemalten Standflügeln. Die beweglichen Flügel zeigen auf den Innenseiten (bei offenem Schrein) links die Taufe Jesu durch Johannes den Täufer, rechts den Evangelisten Johannes auf Patmos, auf den Außenseiten (bei geschlossenem Schrein) links den Engel, rechts die Maria einer „Verkündigung des Herrn“. Die Standflügel zeigen links ein weiteres Mal den Täufer, rechts den Apostel und Evangelisten Johannes. Der Schrein misst 145 cm in der Breite und 134 in der Höhe, die Schnitzgruppe aus Lindenholz ist 107 cm hoch. Ihre originale Fassung ist fast vollständig erhalten.

Das Retabel steht seit 2009 wieder in der Kapelle, für die es geschaffen wurde, der Schnewlin-Kapelle, benannt nach dem 1347 gestorbenen Johann Schnewlin genannt Gresser, daher auch Gresser-Chörlein. Aus Mitteln seiner Testamentsstiftung wurde die Kapelle gut 150 Jahre nach seinem Tod ausgestattet, außer mit dem Altar auch mit den Glasmalereien von 1525; das rechte Fenster zeigt Johann Schnewlin, vor Johannes dem Täufer kniend, und sein Wappen. Das weitere Schicksal des Altars ist nicht weniger abenteuerlich als das des Antoniusaltars. Um 1600 wurde er aus dem Gresser-Chörlein an die Westwand der nördlichen Kaiserkapelle versetzt. Dabei verlor er vermutlich sein ursprüngliches Gesprenge und erhielt die beiden Standflügel. So sah und beschrieb ihn Heinrich Schreiber 1820. Ab 1830 nahm sich die Verschönerungskommission seiner an. Die „plastischen Figuren, sehr schlecht, weder in Hinsicht auf Alter, noch Kunst <vom> mindesten Werth“, verschwanden aus dem Münster. Die beweglichen Flügel, „Zwey Alte Kostbaare Kunstgemählte, Beyderseits Bemahlt“, trennten Joseph Glänz und sein Sohn Franz Sales Glänz in Innen- und Außenseiten. Sie gewannen so vier Gemälde und konstruierten daraus mit neugotischen Rahmen zwei neue „gotische“ Altäre für Chorkapellen des Münsters, einen Altar mit den beiden Johannesbildern, den anderen mit der Verkündigung. Auch der letztere verschwand 1880 aus dem Münster. Damit war der Tiefpunkt der Desintegration erreicht. Mit zunehmender Kritik am Stilpurismus und der Zuschreibung der Gemälde der beweglichen Flügel an Hans Baldung entstand der Wunsch, den ursprünglichen Altar wiederzugewinnen. Die Verkündigungstafeln und das Schnitzwerk wurden 1894 in der „Domkustodie“ in der Freiburger Herrenstraße gefunden, das Schnitzwerk angeblich in der Waschküche. Auch die Standflügel tauchten wieder auf. Die Predella allerdings, die Schreiber 1820 noch sah, blieb verschwunden. 1917 vermutete der Münsterbaumeister Friedrich Kempf (1857–1932) in Wydyz den Bildschnitzer. Nach dem Zweiten Weltkrieg wieder zusammengesetzt, kam der Altar 1956 erneut in die nördliche Kaiserkapelle und 2009 in seine Heimatkapelle, dort allerdings nicht an seinen angestammten Platz an der Ostwand, sondern auf eine neue Konsole an der Westwand.
So beschrieb Heinrich Schreiber 1920 Schnitzwerk und Rückwand: „Das Mittelstück, eine Holzschneiderarbeit, enthält Maria mit dem Kinde, auf geflochtenem Reisig sitzend; ihr zur Seite schläft Joseph. Die Bilder sind gefaßt und bemalt, aber haben schon bedeutend gelitten. Der Hintergrund, gleichfalls bemalt, stellt auf der einen Seite eine Stadt, mit der Aussicht auf einen See vor; auf der anderen aber Rosengebüsch, auf dem sich buntfarbige Vögel wiegen. … An [der Predella] findet sich rechts das Wappen der Familie Schnewlin, links der knieende Stifter.“ Nicht von Schreiber erwähnt, hockt ein Kaninchen links neben Maria, Zeichen der Fruchtbarkeit wie in der „Heimsuchung“ des Hochaltarbildes.
Die Malerei – außer an den später hinzugekommenen Standflügeln – gilt allgemein als Werk der Mitarbeiter Baldungs, der gleichzeitig die Hochaltarbilder zu malen hatte. Im Schnitzwerk findet Groß zahlreiche Übereinstimmungen mit früheren Werken Wydyz’. Das Christkind sei eine Weiterentwicklung der Christkinder vom Dreikönigsaltar und vom Schlusssteindeckel, auch die Maria gleiche der des Schlusssteindeckels. „Die Josephsgestalt im Schnewlin-Schrein entspricht im Alter und in der Gesichtsbildung mehr dem greisen König im Dreikönigsschrein als der dortigen Josephsfigur. Mit ihm teilt er den Kranz aus sichelförmigen Haarsträhnen, der sich halbkreisförmig um den kahlen Schädel legt, die tief gefurchte Stirn sowie die um die hohen Wangenknochen leicht einfallende Haut. Im Schnewlin-Altar stellt Wydyz – im Gegensatz zum Dreikönigsretabel – Joseph als alten Mann dar, der von der Wanderschaft erschöpft nun schlafend hinter der Bank kauert. Mit noch nicht gänzlich geschlossenen Augenlidern und leicht geöffneten Lippen bildet er einen effektvollen Kontrast zu der blühenden Muttergottes und dem spielenden Kind.“
Groß, die den Altar noch in der nördlichen Kaiserkapelle studierte, kritisiert dessen Platzierung an der Westwand, die der ehemaligen Aufstellung in der Schnewlin-Kapelle „konträr ist. Dem heutigen Münsterbesucher bietet die Sicht … vom Chorumgang her eine unbefriedigende Bildkonzeption. Die Protagonisten – Maria und das Kind – orientieren sich in ihrer Haltung zu den Kapellenfenstern und schließen den Betrachter von jeglicher optischen Teilhabe an dem Geschehen aus. Hieraus resultiert ein irritierender Zwiespalt zwischen der unmittelbaren Nähe suggerierenden Präsentation – die vorkragende Schreinform läßt die Figurengruppe räumlich aus dem Kasten heraustreten – und der tatsächlichen Verweigerung dem Betrachter gegenüber.“
Die Schreinkonzeption sei ein Meisterwerk, dessen überragende Qualität der engen Zusammenarbeit von Baldung und Wydyz zu verdanken sei. Auch die Fassung der Skulpturen habe Baldungs Werkstatt durchgeführt. Die Verknüpfung der Bildthemen der „Madonna im Rosenhag“ und der „Heiligen Familie auf der Rasenbank“ besitze Seltenheitswert und sei vielleicht eine Anspielung auf Martin Schongauers schon damals berühmte „Madonna im Rosenhag“ in der Dominikanerkirche Colmar. Leider ist das Retabel wegen der erneuten Fehlplatzierung an der West- statt der Ostwand des Gresser-Chörleins weiterhin vom Chorumgang kaum einsehbar.
- Gekrönte Maria, um 1516. Die 16 cm hohe Figur im Museum Pfalzgalerie Kaiserslautern, angeblich aus dem Freiburger Münster, könnte von einer Verkündigungsgruppe stammen.[54]

- Sechs Mondsichelmadonnen in der Nachfolge der Madonna aus Freiburg-Kappel (s. o.), 1515–1525: im Art Institute of Chicago, 91 cm hoch; in der Église Sainte Madaleine in Linthal (Haut-Rhin) im Elass, 146 cm; in der katholischen Pfarrkirche St. Stefan in Oberrimsingen; in der katholischen Pfarrkirche St. Vitus in Gutach-Siegelau, 120 cm; in der Chapelle Saint-Nicolas in Bartenheim im Elsass, 112 cm, wo sie zusammen mit einer ebenfalls Wydyz zugewiesenen heiligen Genovefa, 117 cm hoch, in einem kleinen Retabelschrein steht; und in Privatbesitz in Freiburg-Uffhausen, 106 cm hoch. Die Figuren wurden von Werkstattkräften geschaffen, sei es noch während Wydyz’ Freiburger Zeit, sei es nach seiner Rückkehr nach Straßburg von einem Freiburger Nachfolger.[55]

- Zwei thronende Madonnen mit Kind, 1515–1525. Eine, 95 cm hoch, wird im Bode-Museum in Berlin, die andere, 86 cm hoch, im Badischen Landesmuseum in Karlsruhe aufbewahrt. Die Figuren folgen vergröbert der Mutter-Kind-Gruppe des Schnewlin-Altars und sind wie die eben genannten Mondsichelmadonnen entstanden.[56]

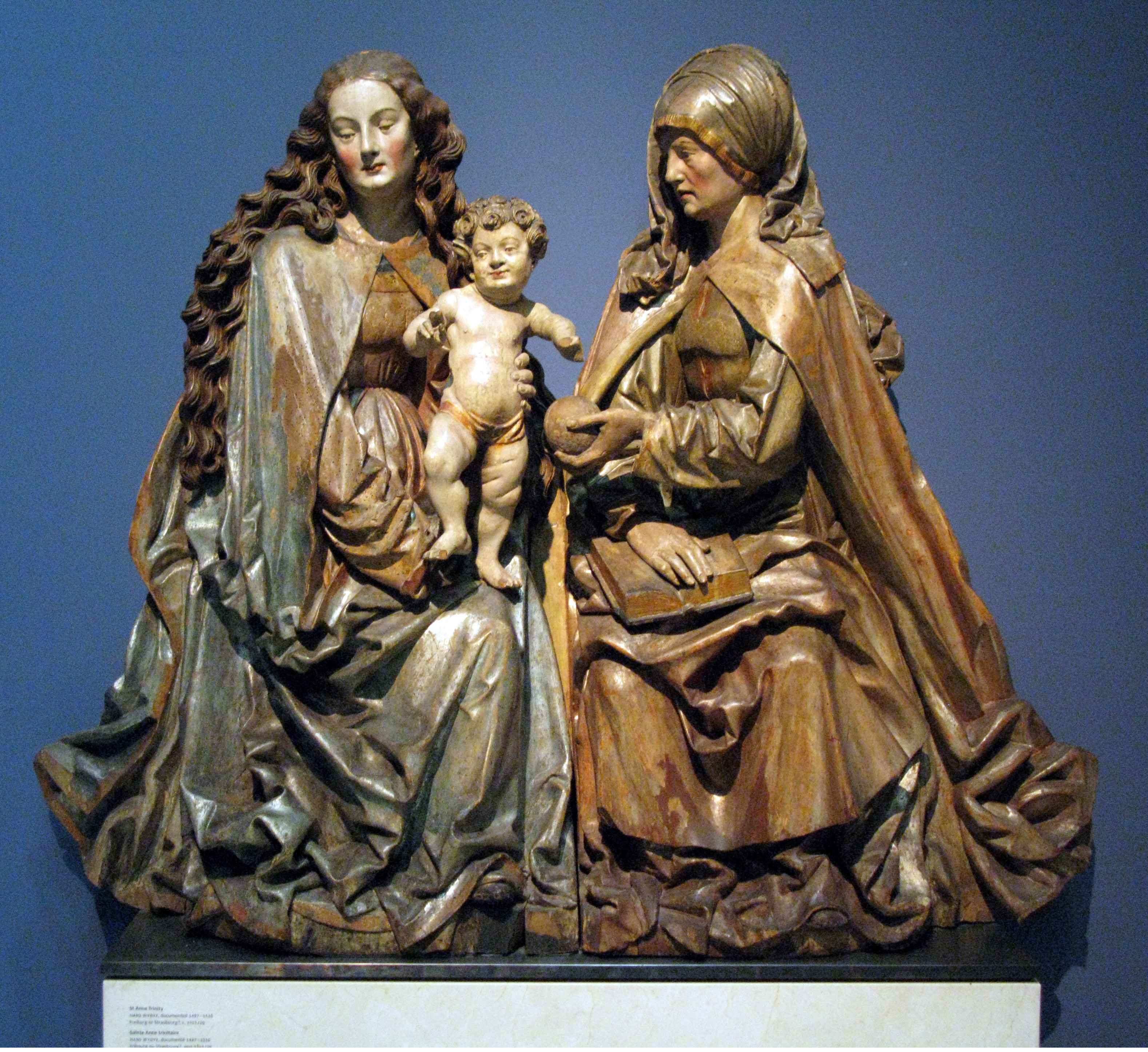
Ehrenstetter „Anna Selbdritt“

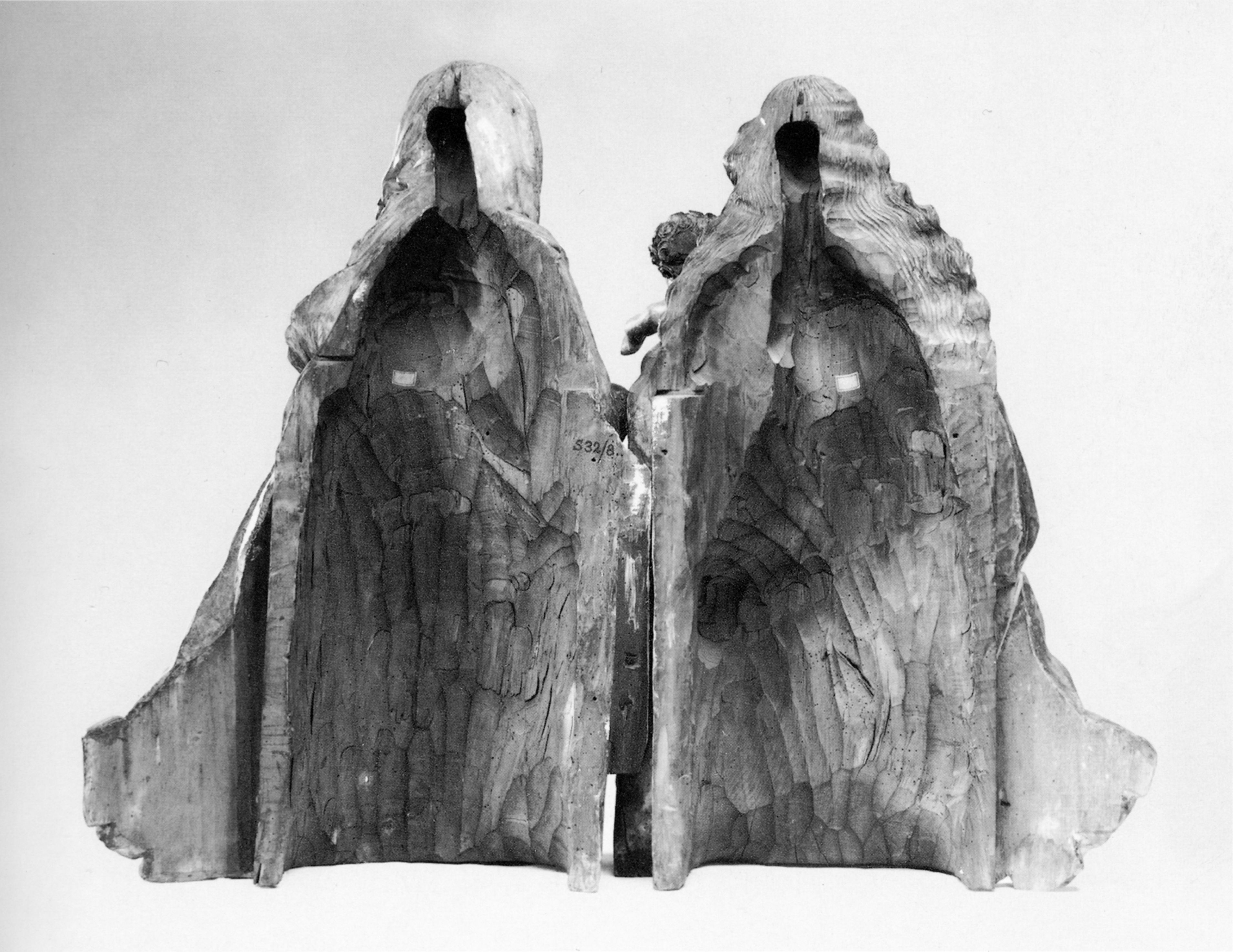
Rückansicht der „Anna selbdritt“

- „Anna selbdritt“, um 1520. Die aus der katholischen Pfarrkirche St. Georg in Ehrenstetten stammende 132 cm hohe Gruppe ist heute im Augustinermuseum zu sehen. Sie ist rückseitig ausgehöhlt und besteht aus zwei großen Blöcken, Maria mit Kind und Anna, die ihrerseits wieder zusammengestückt sind. Sie trägt eine alte, zum Teil die ursprüngliche Fassung. Möglicherweise waren Maria und Kind zunächst als Einzelbildwerk entsprechend den eben genannten thronenden Madonnen gedacht und die Anna kam nachträglich hinzu.[57]

In älteren „Anna Selbdritt“-Gruppen dominierte Anna; sie hielt Maria und Jesus, im Maßstab erheblich kleiner, in ihren Armen oder auf dem Schoß. Die Ehrenstetter Gruppe dagegen zeigt natürliche Größenverhältnisse, und Anna und Maria sitzen nebeneinander auf einer Bank. „In der liebevollen Beschäftigung der beiden Frauen mit dem Kind, das, auf ihren Knien balancierend, erste Gehversuche unternimmt, fand bürgerliche Selbsterfahrung ihren als angemessen empfundenen sakralen Ausdruck. In diesem Sinne kündet die Ehrenstetter Gruppe von einem beinahe renaissancehaft breiten Behagen.“
Später in Straßburg hat Wydyz nach Groß eigenhändig ein „Anna Selbdritt“-Relief geschnitzt (s. u.). Bei der Ehrenstetter Gruppe denkt sie an einen Nachfolger von Wydyz. Doch wird auch hier Eigenhändigkeit vertreten. „Tatsächlich sind hinsichtlich der Gesamtauffassung wie der Detailgestaltung der Köpfe und Haare die motivischen wie stilistischen Übereinstimmungen mit der Schnewlin-Madonna und der Statuette der Hl. Agnes so hochgradig, daß zumindest die Frauenköpfe der Ehrenstetter Gruppe kaum von jemand anderem, als von Wydyz selbst gearbeitet, anzusehen sind.“ Angebliche Schwächen könnten auf spätere Überarbeitung zurückgehen.
- Das Schnitzwerk des Oswaldaltars in der Kapelle St. Oswald im Höllental, 1514–1518. Der Altar war Sibylle Groß nicht bekannt und wurde, obwohl seit etwa 1900 in der Literatur präsent,[58] erst 1997 durch den Nürnberger Kunsthistoriker Andreas Curtius analysiert.[59] Der Schrein ist 143 cm breit und 111 cm hoch. Darin stehen auf separaten Plinthen: in der Mitte etwas erhöht der heilige Oswald von Northumbria in ritterlicher Rüstung, mit Krone, Zepter und dem Doppelpokal für das Öl seiner Königssalbung, 84 cm hoch, links der Apostel Matthias mit Buch und Beil, 82 cm, rechts der geflügelte Erzengel Michael, ebenfalls gerüstet, in der linken Hand eine Seelenwaage, in der rechten einen Stab, heute zu kurz, mit dem er ursprünglich wie mit einer Lanze nach dem Ungeheuer zu seinen Füßen stieß, 80 cm. Über ihnen wölbt sich Rankenwerk ähnlich dem Hochaltar des Freiburger Münsters, hinter ihnen ist die Rückwand mit vergoldeten Brokatmustern verziert. Im Gesprenge steht der heilige Sebastian, an einen Baum gebunden und von Pfeilen durchbohrt. Die gemalten Flügel zeigen auf den Innenseiten (bei offenem Schrein) links eine „Anbetung der Könige“, rechts „Mariä Heimsuchung“, beide vor Landschaften auf Goldgrund. Auf den Außenseiten (bei geschlossenem Schrein) zeigen sie, paarweise vor ferner Waldlandschaft, wieder links die heiligen Matthias und Oswald, rechts die heiligen Sebastian und Michael, der letztere mit der Seelenwaage in der linken und einem Schwert in der rechten Hand. Die gemalte Predella zeigt Halbfiguren von Jesus und den zwölf Aposteln. Oswald, Matthias, Michael und Sebastian sind also im offenen wie im geschlossenen Zustand des Altars zu sehen.

Oswaldaltar
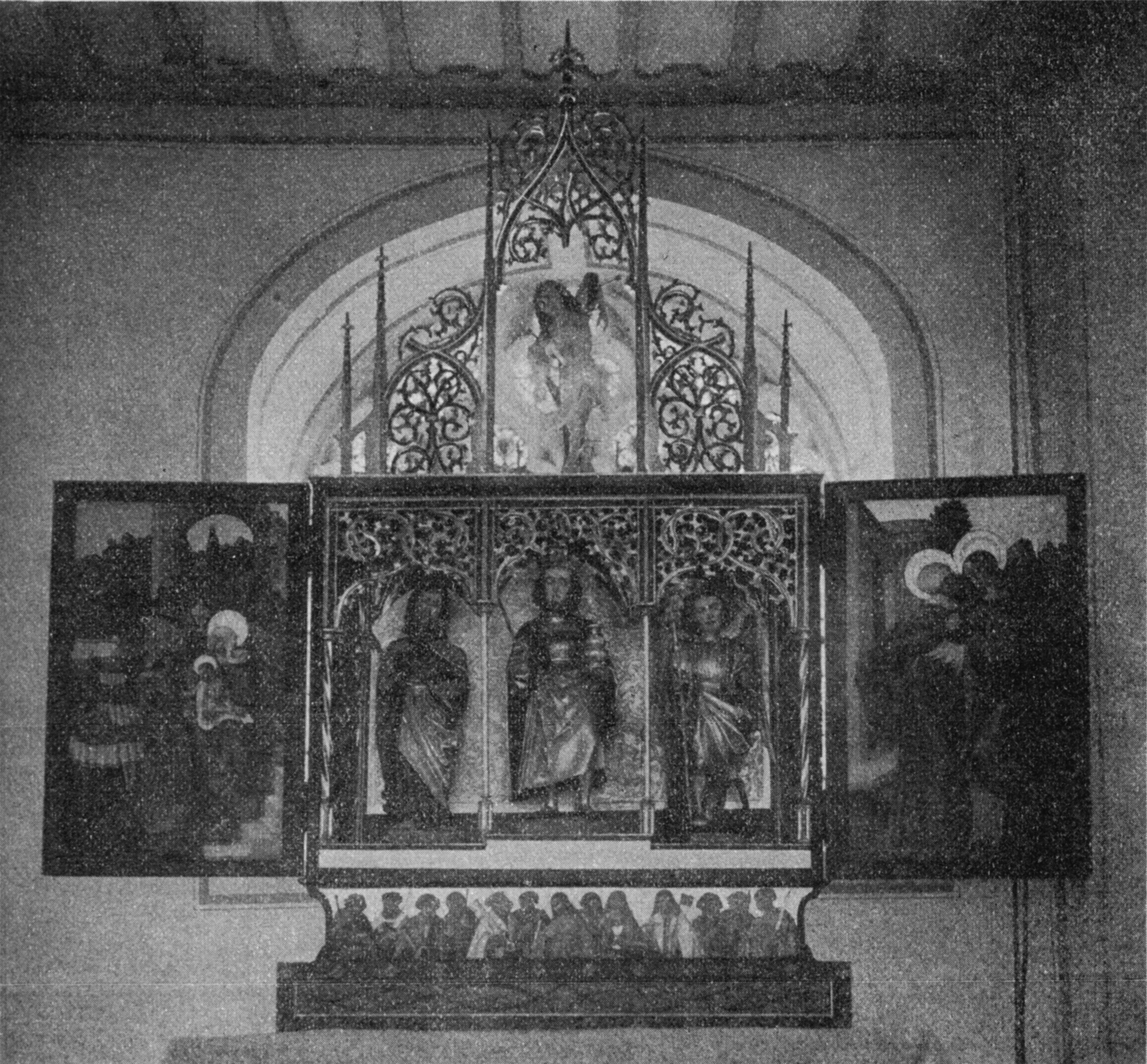
Der Altar um 1900
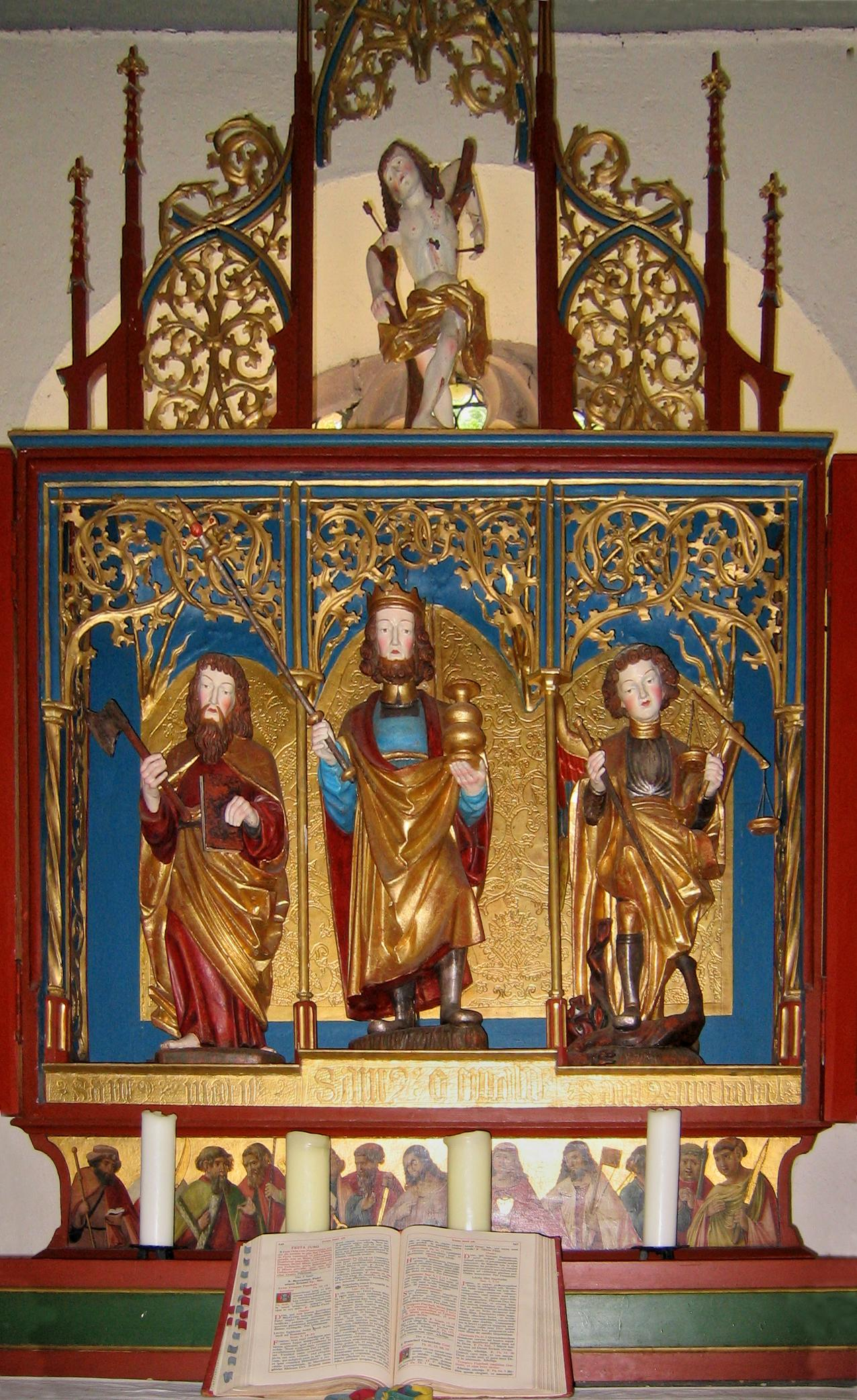
Der Altar 2008; die Skulpturen sind Kopien nach Fotos
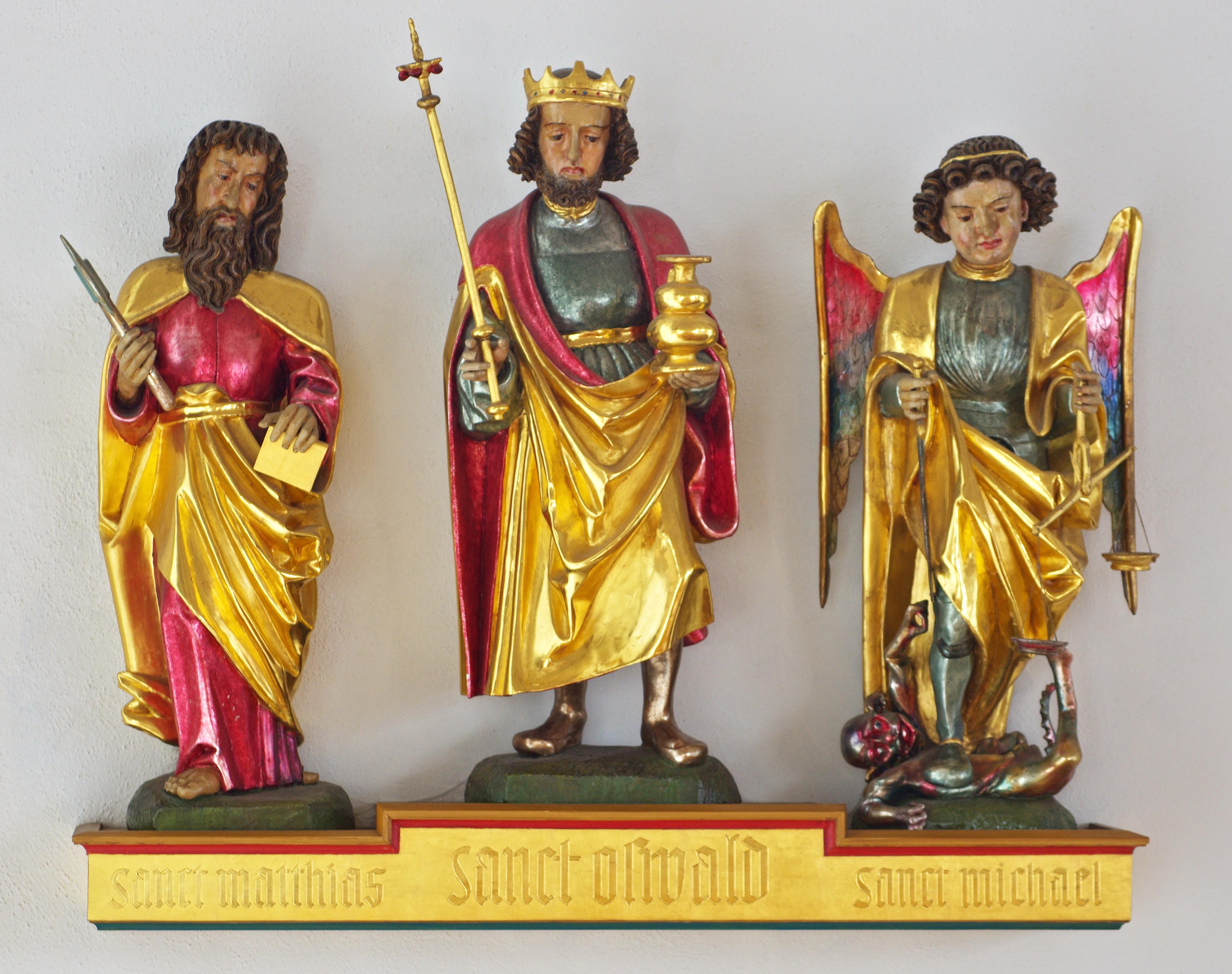
Die originalen Skulpturen in der Kirche Maria in der Zarten, Hinterzarten

Was der Dreikönigsaltar und der Schnewlin-Altar vermutlich einmal waren, ist der Oswaldaltar – scheint er jedenfalls – seit seiner Fertigung bis heute geblieben: ein Flügelaltar, komplett mit gemalter Predella, geschnitztem Schrein, Gesprenge und gemalten beweglichen Flügeln. Er ist insofern einzigartig im Südschwarzwald und erst recht, folgt man der Zuschreibung durch Curtius, im Werk von Baldung und Wydyz. Die Einschränkung „scheint er jedenfalls“ muss gemacht werden, weil auch dieses Retabel das halbe Jahrtausend nicht unbeschadet überstanden hat. Wohl im 18. Jahrhundert wurde das Schnitzwerk neu gefasst. Im Zweiten Weltkrieg wurde die einsam gelegene Kapelle bei der Bombardierung der Höllentalbahn in Mitleidenschaft gezogen. 1949 wurde der Altar restauriert und das Schnitzwerk abermals neu gefasst. Damals war es vermutlich, dass dem Michael in seine rechte Hand statt des Stabs ein Schwert gegeben wurde; so sah ihn Curtius. Am 12. Februar 1963 wurden Oswald, Matthias und Michael gestohlen, aber zwei Wochen später sichergestellt und wieder fest im Altar verankert. Am 7. Juni 1980 wurden alle vier Schnitzfiguren, also auch der Sebastian, gestohlen. 1983 fand die Kriminalpolizei Oswald, Matthias und Michael stark beschädigt in München. Restauriert, stehen sie seither an einem sichereren Ort, in der Pfarrkirche Maria in der Zarten in Hinterzarten. Der Sebastian ist weiter verschollen. Für den Altar in der Oswaldkapelle wurden nach Fotos Kopien angefertigt, die dort seit 1982 aufgestellt sind. „Obwohl sie ordentlich gearbeitet sind, können sie den Ausdruck der spätgotischen Figuren doch nur unvollkommen wiedergeben.“ So muss man, betrachtet man den Altar in der Kapelle, die Schnitzfiguren imaginativ durch die Originale in der Hinterzartener Kirche ersetzen.
Die Gemälde schreibt Curtius Mitarbeitern von Hans Baldung zu. In den Schnitzfiguren findet er die Charakteristika von Hans Wydyz. Das vorgeschobene Knie, das sich durchs Gewand drückt, komme auch beim Josef des Dreikönigsaltars vor. Auch bei der Agnes und der Mondsichelmadonna des Augustinermuseums und der Kappeler Mondsichelmadonna lasse das Gewand vor der Brust ein „Fenster“ entstehen. Der Gesichtsschnitt des Matthias ähnele mit den stark vortretenden Jochbeinen brüderlich dem Gesichtsschnitt des unbestimmten Heiligen vom Antoniusaltar. „Die Art, wie das Gesicht von der großen Haarmasse umgeben ist, aus dieser aufzutauchen scheint, die Art, wie in beiden Fällen die Haarmasse durch tief gravierte, in sich gerillte, lockig gewellte Strähnen aufgebaut ist, ist dieselbe.“ Die etwas pausbäckigeren Gesichter von Oswald und Michael glichen eher der Maria des Schnewlin-Altars.
Der Altar sei in der Baldung-Wydyz-Werkstatt in Freiburg entstanden. Auftraggeber möge ein Mitglied der Schnewlin von Landeck gewesen sein, in deren Territorium die Kapelle lag. „Die großen Übereinstimmungen mit der persönlichen Handschrift Wydyz’ lassen es geraten erscheinen, die vier Figuren des Oswald-Altars, auf jeden Fall die drei Schreinfiguren, Wydyz persönlich zuzuschreiben.“

### Straßburger Spätwerk ab etwa 1517

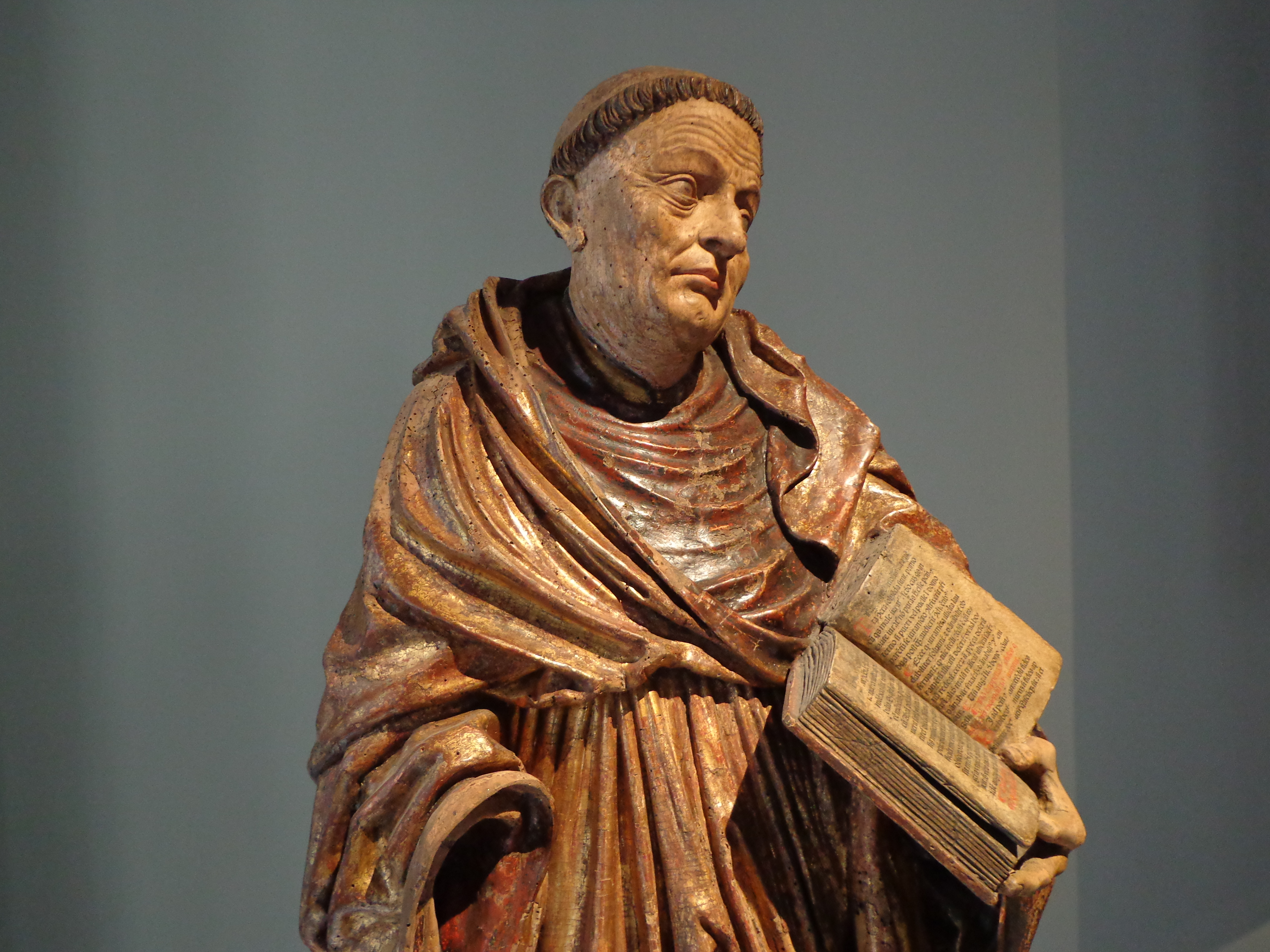
„Heiliger Mönch“ im Musée de l’Oeuvre Notre-Dame in Straßburg

1517 oder 1518 kehrten Wydyz und Baldung nach Straßburg zurück. Baldung hatte sein Freiburger Hochaltarbild vollendet. Wydyz könnte durch seine Beziehung zu Baldung und einen Auftrag aus Straßburg bewogen worden sein. Von den Straßburger Bildhauern seiner Jugend lebte nur Niclaus Hagenower noch. Aus Wydyz’ Straßburger Spätzeit könnte ein Sibylle Groß noch nicht bekannter, 2007 vom Musée de l’Œuvre Notre-Dame erworbener „heiliger Mönch“ stammen. Die Qualität der Ausführung, wird gesagt, darunter das höchst formenreiche Spiel der Gewandfalten, sprächen für ihn oder seine Werkstatt.
Groß schreibt Wydyz und seiner Werkstatt aus diesen Jahren zu:
- Heiliger Sebastian und heiliger Christophorus, um 1518. Der Sebastian, 109 cm hoch, befindet sich in Saverne im Musée d’Art et d’Histoire de Saverne,[62] Christophorus, 98 cm hoch, in Innsbrucker Privatbesitz. Beide sind modern gefasst. Sie stammen aus der heute verschwundenen Vitus-Kapelle bei Saverne. Dort grassierte „diss jars [1517–1518] um Margarethen ein schwäre erschreckliche krankheit mit St. Vitstanz“.[63] Der heilige Vitus half gegen die „Tanzwut“, den „Veitstanz“, und deshalb stiftete der Rat der Stadt Straßburg für seine Kapelle einen neuen Altar. Die beiden Heiligen standen in einem Schrein links und rechts neben einer zentralen Figur, vermutlich dem heiligen Vitus. Groß erinnert „die Fragilität“ des – besser erhaltenen – Sebastian an den Schmerzensmann vom Freiburger Dreikönigsretabel, jedoch erweise sich der Sebastian „als weit fortschrittlicher und gelöster im Stand“.[64] Curtius vergleicht mit dem Sebastian aus der Oswaldkapelle: Beide sprächen „in der Modellierung der Oberflächen und im expressiven Ausdruck des Leidens dieselbe Sprache“.[59] Groß und Curtius heben die hohe Qualität hervor, und Groß nimmt für Sebastian wie Christophorus Eigenhändigkeit an.[65]

- Relief einer Maria mit Kind zwischen den heiligen Vitus und Papst Marcellus I., um 1518. Das 34 cm hohe, 4 cm tiefe, modern gefasste Relief stammt ebenfalls aus der Vituskapelle und wird in dem Museum aufbewahrt. Marcellus trägt ein Buch und die päpstliche Tiara. Vitus sitzt im Ölkessel seines Martyriums. Die Verwandtschaft mit der Madonna des Schnewlin-Altars ist für Groß offensichtlich, ebenso, dass das Zaberner Relief Werk eines Gesellen sei.[66]

- Zwei Mondsichelmadonnen, um 1520. Eine, 114 cm hoch, steht in der Humanistenbibliothek in Schlettstadt, die andere, 126 cm hoch, im Straßburger Frauenhausmuseum. Sie tragen Reste von alter Fassung. Ihr Stil sei gegenüber den Freiburger Mondsichelmadonnen fortgeschritten. Es seien Werke von Gesellen.[67]

- Heiliger mit Axt (vielleicht Josef) und Heiliger mit Buch (vielleicht Joachim), um 1520. Sie standen einige Zeit in der katholischen Pfarrkirche St. Dionysius in Baden-Oos, dann in der Pfarrkirche St. Johannes der Täufer in Vimbuch, jetzt stehen sie im Rathaus von Bühl. Vor ihrem Aufenthalt in Baden-Oos gehörten sie vermutlich in einen kleinen Schrein an einem anderen, unbekannten Ort. Beide Figuren sind etwa 96 cm hoch und heute holzsichtig. Nicht nur ihre Herkunft, auch ihre ursprüngliche Identität unklar. Nimmt man sie als Josef und Joachim, den Vater der Maria, dann könnten sie zu einer Heiligen Sippe, einer Darstellung der Verwandten Jesu, gehört haben. Nach Groß sind es Gesellenarbeiten.[68]

- Retabel aus der Pankratius-Kirche in Dangolsheim, 1522. Das gut erhaltene, seit dem 19. Jahrhundert im Straßburger Münster befindliche Retabel[69] besteht aus einem 367 cm breiten, 174 cm hohen Schrein, reliefierten beweglichen Flügeln und einer Predella. Auf einem Flügel ist es „1522“ signiert. In der Mitte steht erhöht der heilige Pankratius, links der heilige Nikolaus von Myra, rechts die heilige Katharina von Alexandrien. Die Flügel zeigen links eine „Geburt Christi“, rechts eine „Anbetung der Könige“. In der Predella stehen in fünf Nischen Halbfiguren des Erlösers und der Apostel. Die Außenseiten der Flügel tragen Gemälde. Typisch für Wydyz sei das Haar der Katharina mit seinen beidseits des Gesichts einbuchtenden Strähnen, das bei den Marien der beiden Flügel wiederkehre. Der kniende König der „Anbetung“ mit seiner markanten Nase sei ein Porträt des 1519 verstorbenen Kaisers Maximilian I., wohl auf Wunsch des Auftraggebers. „Im Dangolsheimer Retabel haben wir offensichtlich eine typische Arbeit der Straßburger Wydyz-Werkstatt vor uns, die einem gängigen Retabelschema folgt. … Im Formelrepertoire wiederholen die Gesellen die Handschrift ihres Meisters, die nun zur Manier wird und streckenweise ins Formelhafte abgleitet.“[70] Das Retabel wurde am 18. April 1974 als „Monument historique“ unter Denkmalschutz gestellt.[71]

Retabeln aus dem Spätwerk
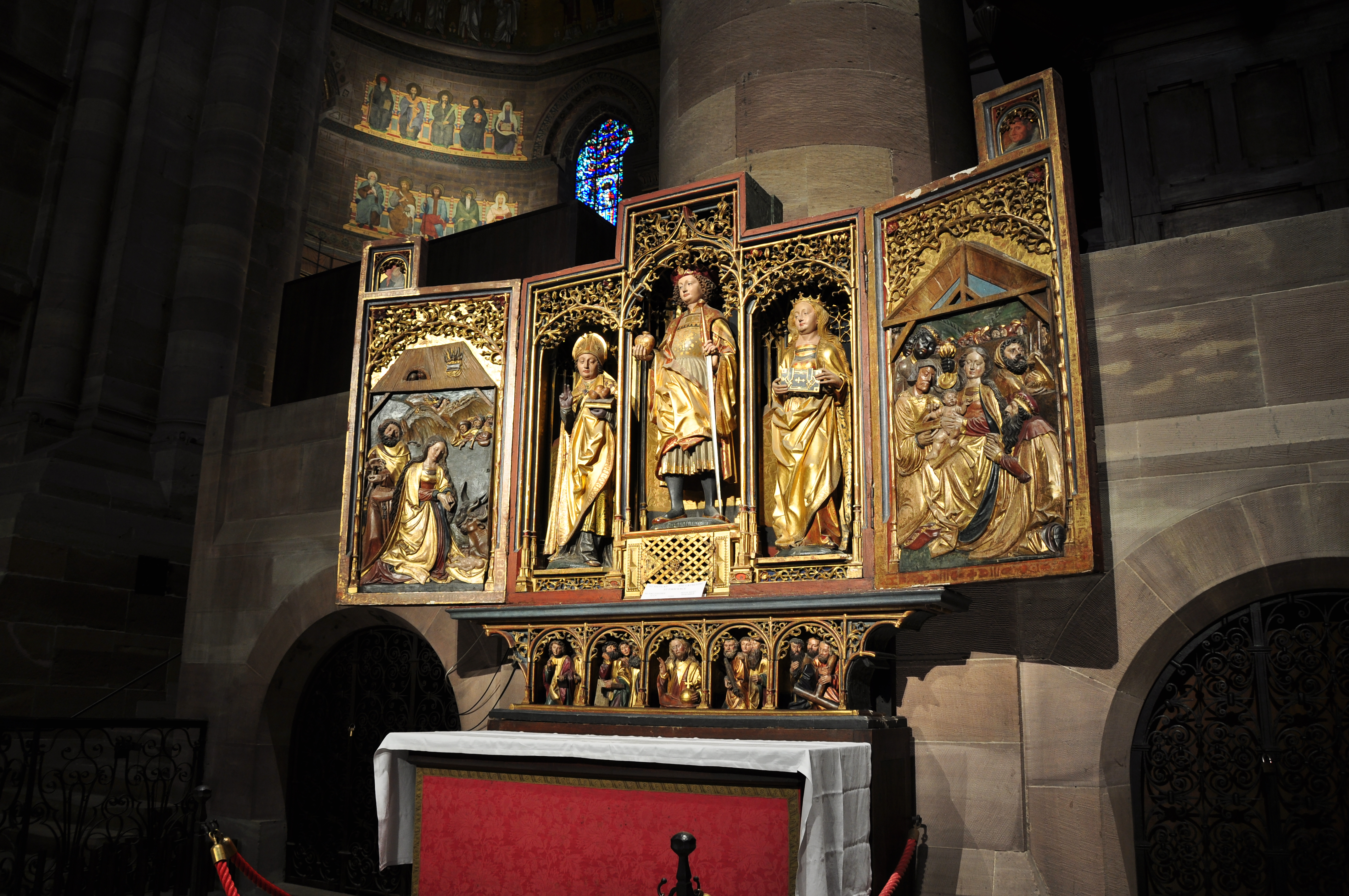
Dangolsheimer Altar im Straßburger Münster
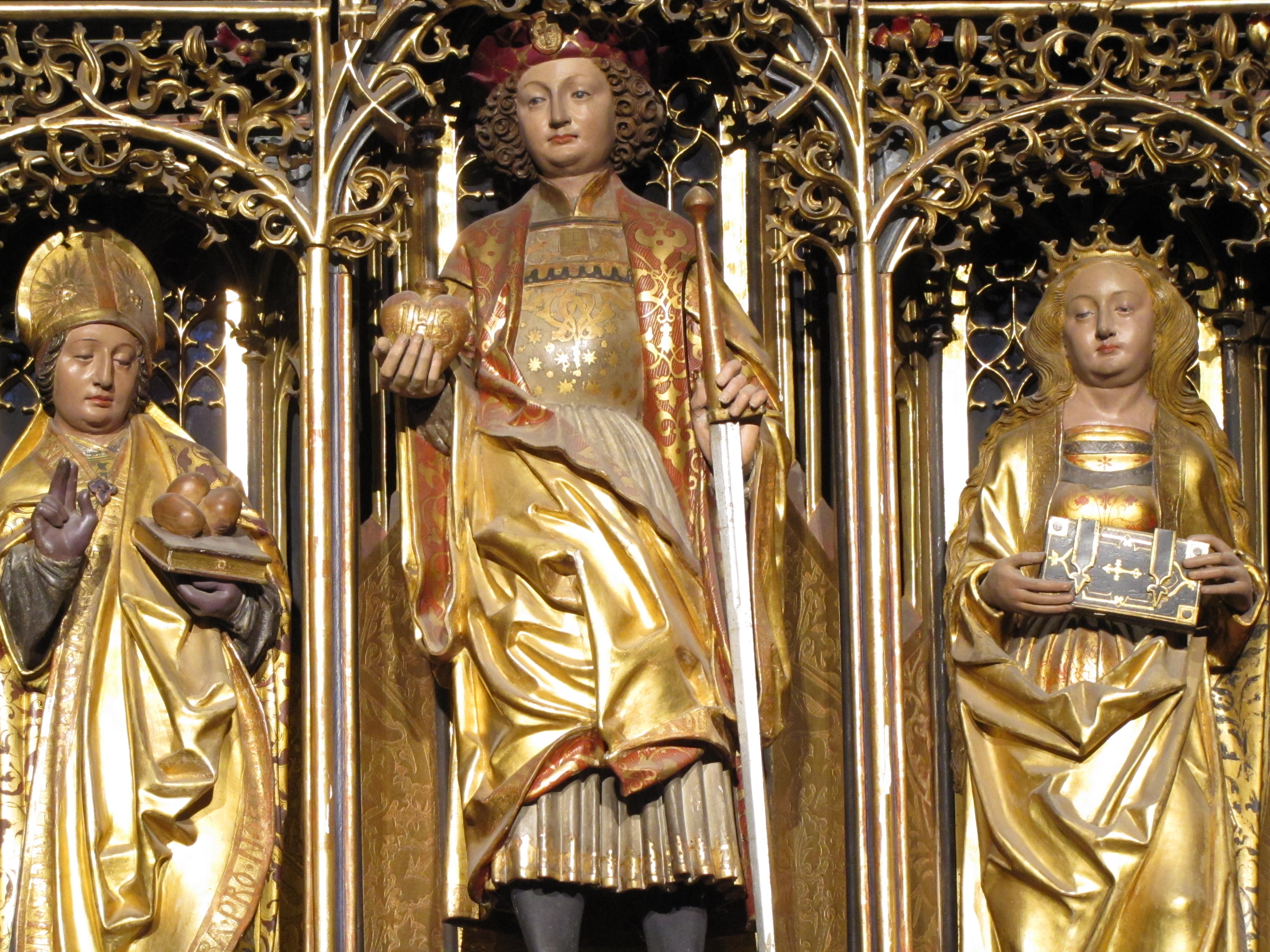
Schreinfiguren des Altars
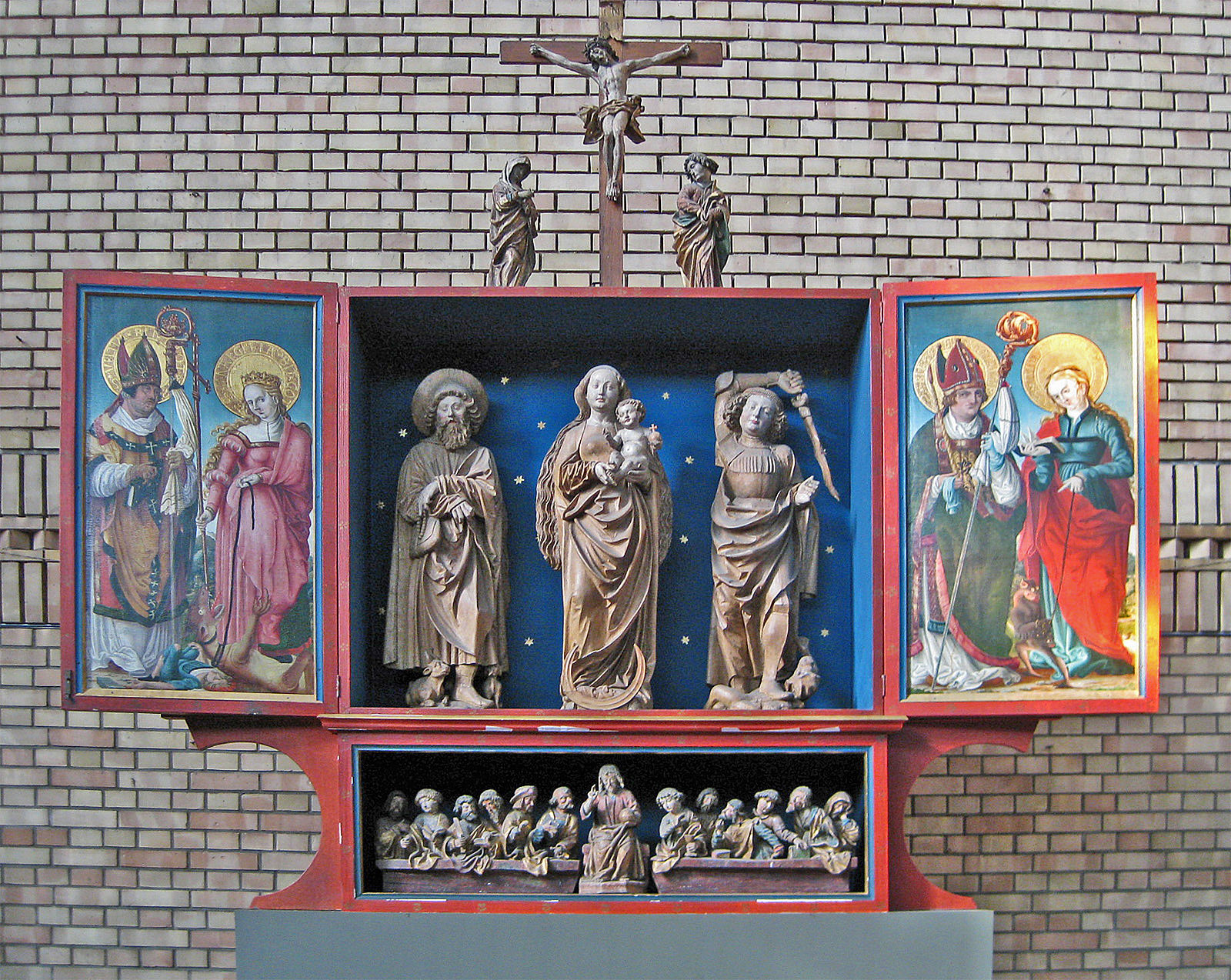
Beiertheimer Altar
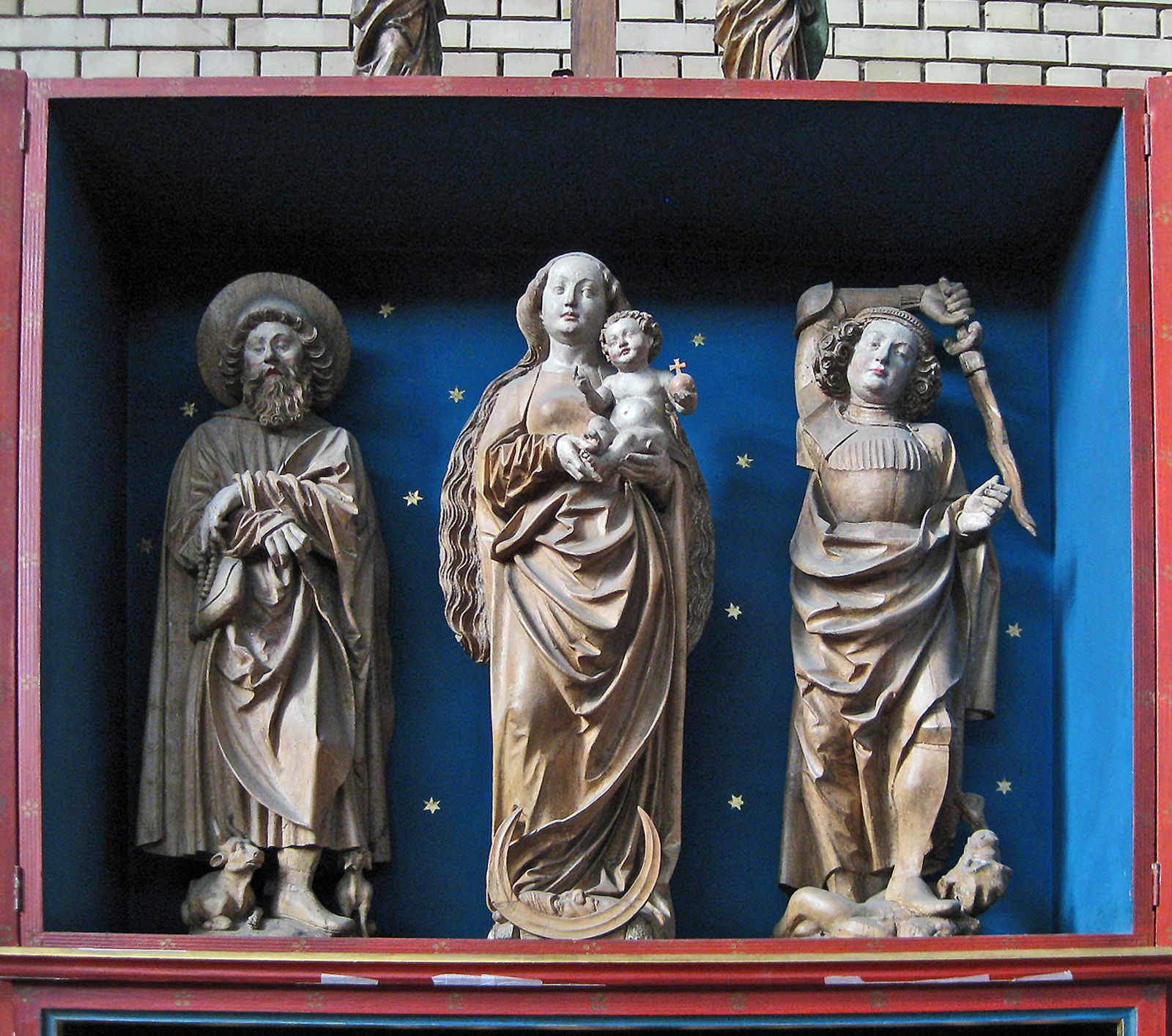
Schreinfiguren des Altars

- Die Schreinfiguren des Beiertheimer Altars[72] in der katholischen Pfarrkirche St. Michael im Karlsruher Stadtteil Beiertheim: eine Mondsichelmadonna in der Mitte, 106 cm hoch, der heilige Wendelin mit Schäfertasche und zwei Weidetieren links, der Erzengel Michael, wie er mit seinem Flammenschwert den Teufel besiegt, rechts, beide 108 cm hoch. Zum Altar gehören weiter eine Predella mit einem geschnitzten „Abendmahl Jesu“, der Gekreuzigte zwischen Maria und Johannes auf dem Schrein sowie gemalte bewegliche Flügel und Standflügel. Die beweglichen Flügel zeigen auf den Innenseiten links den heiligen Valentin von Rätien und die heilige Margareta von Antiochia, rechts den heiligen Blasius von Sebaste und die heilige Juliana von Nikomedia, auf den Außenseiten und den Standflügeln weitere Heilige. Die gemalten Heiligen tragen ihre Namen in ihren Nimben. Ein Standflügel ist „1523“ signiert. So wohlerhalten der Altar scheint, er ist heterogen. Vom ursprünglichen spätgotischen Beiertheimer Altar stammen die drei Schreinfiguren und die Flügel. Die Predella und die Kreuzigungsgruppe wurden aus anderen Quellen 1965 hinzugefügt, ebenso der neue schlichte Gehäuse. „Erstaunlich ist, wie treu [die drei Schreinfiguren] das Formengut bewahrt haben, das Hans Wydyz zu Anfang des Jahrhunderts verwendete. Gesichter und Frisuren der Maria und des Kindes erinnern an die … des Dreikönigsschreines …, der Mantelwurf der Maria an den der Agnes …, die Gestalt des Wendelin an die des Rochus. … In der bildhaften Geschlossenheit der Figuren, der Flächigkeit, dem beruhigten Aufbau und der Verfestigung des Standmotivs macht sich die späte Entstehungszeit bemerkbar.“[39] Wydyz’ Gesellen haben vermutlich mitgewirkt. Nicht aus Wydyz’ Werkstatt sind dagegen die Predella und die Kreuzigungsgruppe.

- Kreuzigungsrelief, nach 1520. Das 66 cm breite und 85 cm hohe, oben von einem Segmentbogen begrenzte Relief unbekannter Herkunft, mit originaler Fassung, befindet sich im Berliner Bode-Museum. Die Gekreuzigten heben sich vor Goldgrund deutlich ab. Vorn drängen sich Menschen: links unter dem Kreuz des guten Schächers Maria, von einer Frau und Johannes gestützt, sowie der die Lanze führende Longinus und ein weiterer Soldat; rechts unter dem Kreuz des bösen Schächers der Hauptmann, der verkündet, Jesus sei wahrhaft Gottes Sohn, ein reich gekleideter Mann, der ergriffen zu Jesus aufschaut, ein weiterer Soldat und ein Spötter; dazwischen am Fuß von Jesu Kreuz Maria Magdalena. Baldungs Kreuzigung auf der Rückseite des Freiburger Hochaltarretabels könnte in manchem Anregung gegeben haben. Doch gestaltete Baldung neu. „Das Spiel komplexer Bezüge hat am Berliner Relief eine Meisterschaft erlangt, welche nicht mehr überbietbar zu sein scheint. Jedes kleinste Motiv hat im großen Ganzen seinen Platz. Es ist aus diesem nicht wegzudenken, ohne daß im Bildaufbau eine empfindliche Lücke entsteht.“ Der zu Jesus aufsehende reiche Mann könne der Stifter des eigenhändigen Werks sein.[73]

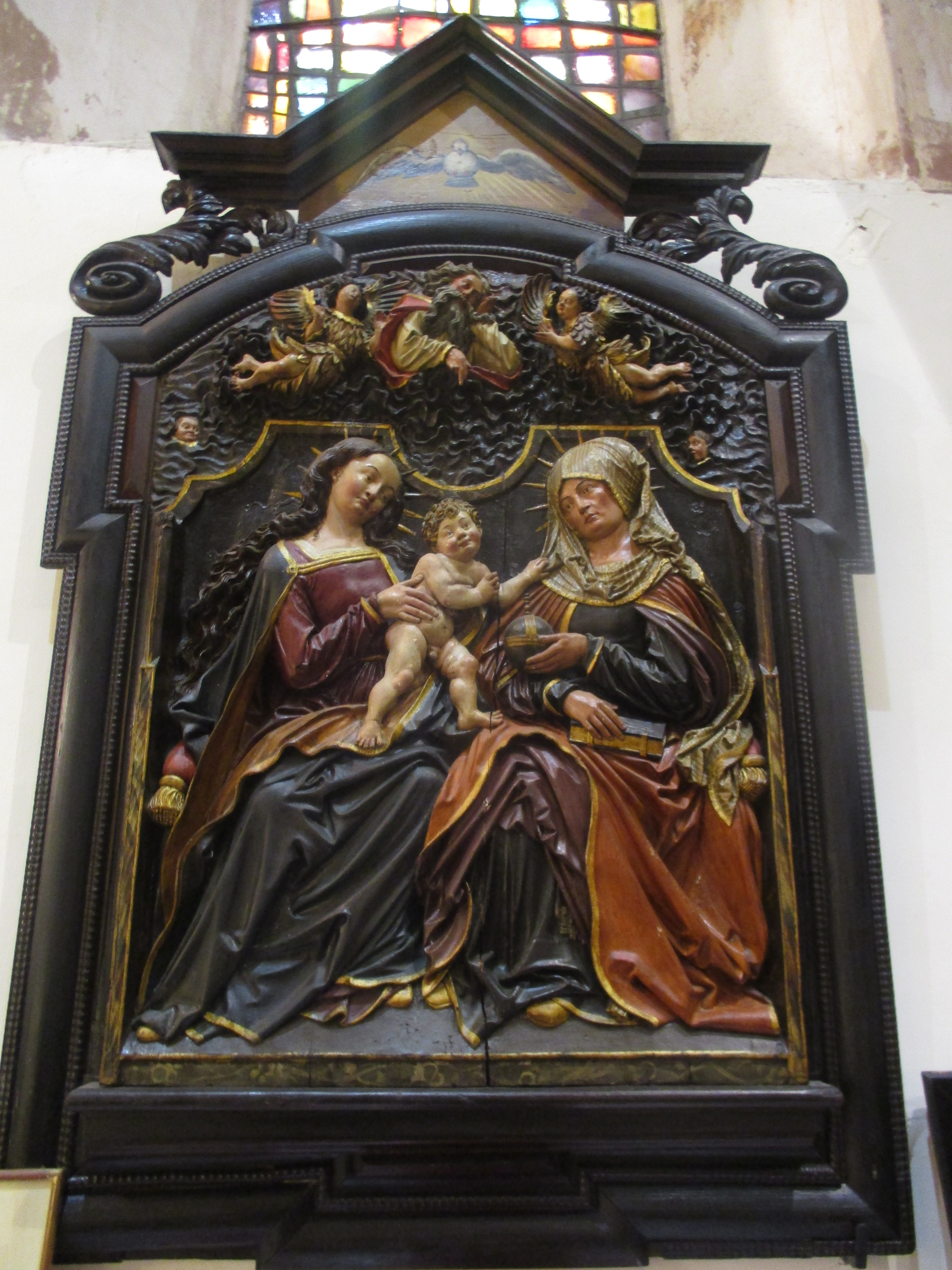
„Anna Selbdritt“ im protestantischen Teil von Saint-Pierre-le-Vieux in Straßburg

- Relief einer „Anna selbdritt“, vor 1525. Das 97 cm breite und 125 cm hohe Werk ist neben dem vorigen und dem in Saverne das dritte erhaltene Relief Wydyz’. Wie das Kreuzigungsrelief schließt es oben segmentbogig. Seine ursprüngliche Bestimmung ist unbekannt. Heute befindet es sich im protestantischen Teil der Kirche Saint-Pierre-le-Vieux in Straßburg. Seine dicke moderne Fassung erschwert eine Beurteilung. Es ähnelt der Ehrenstetter „Anna selbdritt“ (s. o.). Wie dort wenden sich Anna und Maria einander zu, wandert das Kind tapsig von Maria zu Anna hinüber und bietet ihm Anna mit der linken Hand eine Weltkugel, während ihre rechte Hand auf einem Buch ruht. Über der Rückenlehne erscheint zwischen Engelkindern segnend Gottvater. Er und die Weltkugel „weisen … über die Familienszene hinaus auf die Bedeutung hin, die diesem Kinde innewohnt“.[39] „Das Straßburger Annenrelief zeigt in exquisiter Schnitztechnik eine Anna-selbdritt in ‚neuem Gewand‘. Das Spiel mit vorgefundenen Bildideen, denen Wydyz eine eigenständige, künstlerische Neuinterpretation abringt, ist hier meisterhaft dargeboten. Die Relieftafel ist das späteste Werk, das wir Wydyz bislang zuschreiben können. Man mag es daher zu Beginn des zweiten [wohl irrig für dritten] Jahrzehnts des 16. Jahrhunderts datieren, spätestens aber vor 1525 – dem Jahr, in dem die Reformation der Bildhauerei in Straßburg ein abruptes Ende setzte.“[74] Das Relief wurde am 28. März 1979 als „Monument historique“ unter Denkmalschutz gestellt.[75]

### Zuschreibungen
- Verkündigungsgruppe (Berlin)